# Littérature byzantine

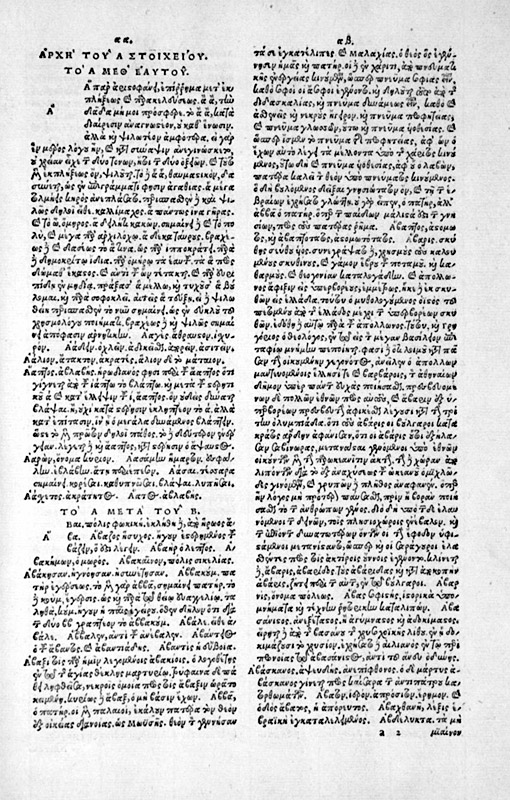
Première page d'une édition ultérieure de la Souda, encyclopédie byzantine, rédigée probablement vers le Xe siècle.

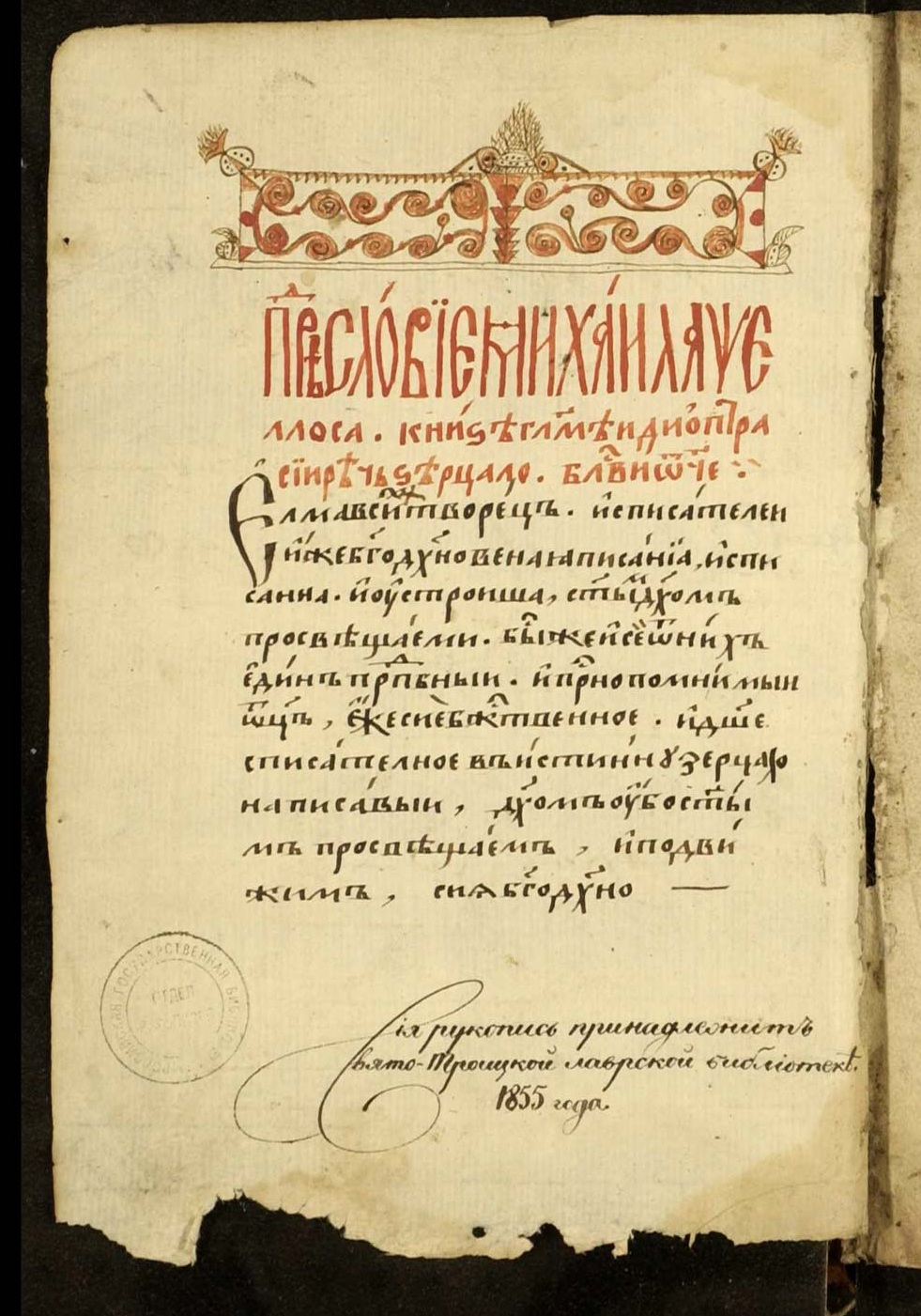
Dioptra, 1471

La littérature byzantine est l'ensemble des ouvrages écrits en grec médiéval dans l'Empire byzantin (ou Empire romain d’Orient), entre 330 et 1453 ap. J.-C. Basée sur l'héritage politique de Rome, elle fut influencée tant par les héritages grec et chrétien que par le contexte culturel du Proche-Orient. On peut y distinguer cinq grandes périodes : celle de la tradition antique (IVe -début du  VIIe siècle) qui fut suivie d’une période d’absence relative (VIIe – VIIIe siècle) ; un renouveau aux IXe et Xe siècles fut suivi d’une période que l’on a appelée « pré-Renaissance » (XIe – XIIIe siècle) et d’une période finale (XIIIe et XVe siècles).
Plusieurs classifications ont été proposées pour les genres littéraires qui la composèrent. Nous retiendrons ici la rhétorique, l’histoire, l’hagiographie, les récits apocryphes, le roman, les encyclopédistes et essayistes ainsi que la poésie. Longtemps dédaignée comme « sous-produit » de la culture grecque antique, la littérature byzantine est de nos jours étudiée en elle-même et permet, dans ses multiples facettes, de mieux comprendre l’originalité de la civilisation byzantine et des peuples qui gravitaient autour d’elle.

## Contexte historique
Le concept de « littérature » n’existait pas à Byzance, ce qui s’en rapprochait le plus était celui de « logoi », incluant l’ensemble des textes « écrits avec style », qu’ils soient de nature juridique, historique, rhétorique, romanesque, hagiographique, etc. Elle se prête dès lors mal à une classification précise, que ce soit en termes de temps (grandes périodes historiques) ou de genres. De plus, à une époque où les livres étaient rares et chers, cette littérature était davantage faite pour être déclamée que pour être lue. La « publication » d’un livre consistait souvent en sa lecture publique dans divers cercles de lettrés, d’où l’importance primordiale de la rhétorique ou art de faire de beaux discours et des genres qui y étaient rattachés. De plus, les règles strictes qu’imposait la rhétorique, que ce soit quant au fond ou à la forme, rendaient moins nette qu’elle ne l’est aujourd’hui la distinction entre prose et poésie.

## La société byzantine

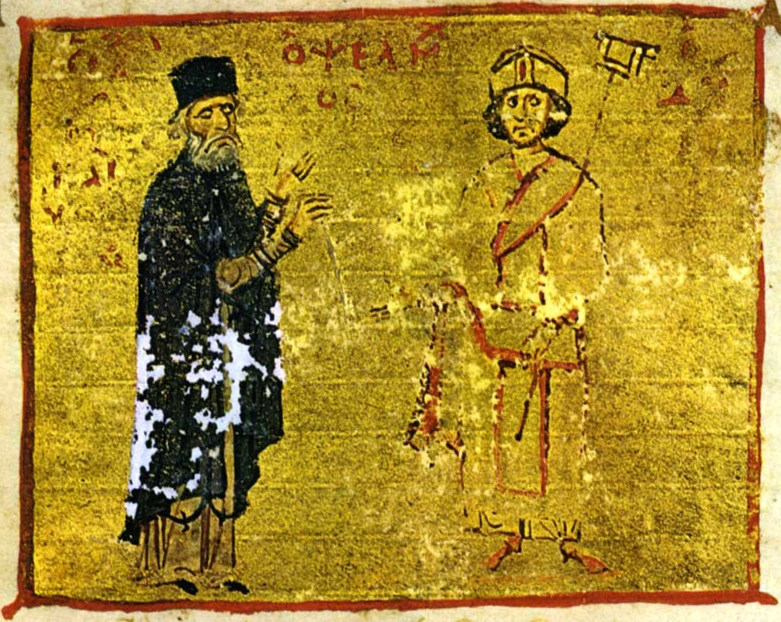
Venant d'une famille modeste, Michel Psellos (à gauche) parvint aux plus hautes fonctions de l'empire. On le voit ici avec son étudiant, Michel VII Doukas.

Contrairement aux mœurs existant en Occident à la même époque, l’instruction était très répandue à Byzance et il était possible à des gens de condition modeste de faire donner une bonne éducation à leurs enfants, clé d’une carrière bien rémunérée dans l’administration ou l’armée. Ce fut le cas par exemple de Michel Psellos (1018 – après 1081), fils d’un modeste fonctionnaire, qui pendant ses études fit la connaissance de puissants personnages et, après être devenu juge à Philadelphie, fut nommé « consul des philosophes » et professeur de philosophie à l’université restaurée de Constantinople. Historien, philosophe, essayiste et auteur d’une impressionnante correspondance, il fit aussi partie de tous les gouvernements qui se sont succédé de Constantin IX Monomaque (1042-1055) à Michel VII Doukas (pouvoir effectif 1071-1078).
Tous les lettrés n’eurent cependant pas la même chance que Psellos et la plupart d’entre eux ne pouvaient survivre sans les secours financiers de protecteurs et de mécènes, nombreux dans les hautes classes de la société, particulièrement au sein de la famille impériale et de son entourage. On comprend dès lors l’importance des genres destinés à être déclamés en public faisant l’apologie de hauts personnages et de mécènes, comme les epitaphioi (έπιτάφος λόγος) ou oraisons funèbres et les epithalama (έπιθαλάμιος λόγος) ou eulogies de mariage.

### Les influences extérieures

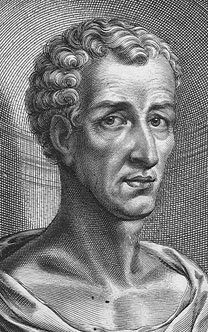
Lucien de Samosate (v. 120-mort après 180), rhéteur et satiriste de Syrie. Écrivant en grec dans un style néo-attique, son influence fut considérable sur la littérature byzantine.

On a défini la littérature byzantine comme « la littérature d’Alexandrie transportée à Byzance». L’influence grecque ne fut donc pas celle de la civilisation attique, mais celle de la civilisation helléniste telle qu’on la retrouvait à Alexandrie, orientée à la fois vers Athènes et vers Jérusalem, composée de deux courants, l'un intellectuel et académique (Lucien, Achille Tatius, Héliodore) et l'autre romantique et populaire (Théocrite, Callimaque de Cyrène, Quintus de Smyrne). Ces deux courants se retrouvèrent à Byzance. Le courant intellectuel fut toutefois le plus important, renforcé par un mouvement représenté par des rhéteurs comme Denys d'Halicarnasse, qui prônait le retour aux canons classiques des orateurs attiques. Le résultat fut une littérature qui sacrifiait volontiers le fonds à la forme, qui recherchait le beau langage que l’on retrouvait chez les auteurs anciens et une pensée incapable de s’exprimer simplement. D’où également son caractère didactique qui ne s’adressait qu’à un cercle réduit de lecteurs capables de comprendre des allusions classiques et bibliques et d’apprécier les figures de styles souvent hermétiques.
Influencée par la culture grecque, la civilisation byzantine demeura également marquée par l’héritage reçu de l'Empire romain. En découlait le cadre du gouvernement, de la justice, de la bureaucratie et de l’armée même après que le grec eût remplacé le latin comme langue de l’administration sous Héraclius (575-641). Que ce soit en grec ou en latin, les Byzantins continueront de considérer leur empire comme la Βασιλεία τῶν Ῥωμαίων (Empire des Romains) et Constantinople, la capitale, comme la « Nouvelle Rome ».
La troisième influence fut celle du christianisme. Ville où avait été réalisée la version grecque de la Bible, celle des Septante, vers 272 av. J.-C., Alexandrie avait été celle où philosophie grecque et religion juive s’étaient côtoyées et où le néoplatonisme de Plotin et de Porphyre de Tyr avait fait son apparition. Après la conversion au christianisme, Alexandrie fut non seulement la ville d’Origène et d’Arius, mais aussi des Pères grecs de l’Église qui laissèrent derrière eux une abondante littérature. C’est de l’Égypte antique que vint le concept de l'ascétisme individuel qui devait donner naissance au monachisme byzantin. Au terme de la lente progression qui fera du christianisme la religion d’État, la figure de l’empereur romain divinisé se transformera en celle de l’empereur représentant de Dieu sur terre d’où naîtra le césaro-papisme. L’influence chrétienne se reflétera à la fois dans la littérature destinée aux classes supérieures par les écrits des Pères de l'Église et dans la littérature populaire dans laquelle abonderont les récits de vies de saints et de leurs miracles telles les légendes qui se créeront autour de Constantin le Grand et de sa mère, Hélène.
La dernière influence est celle de l’Orient, en particulier de l'Asie Mineure. Général d’armée (imperator) à Rome, voilant son omnipotence sous le titre ambigu d’« Auguste », qui avait une connotation davantage religieuse que politique, l’empereur se transformera progressivement en monarque oriental et prendra le titre d’autokrator. Encore plus que sur le plan politique, l’Asie Mineure exercera une influence sur la religion. L’Égypte ptolémaïque et la Syrie séleucide seront les berceaux de l’Église grecque orientale et Antioche jouera un rôle considérable dans le développement de la littérature religieuse sous la conduite de Jean Chrysostome et de ses disciples.

### La langue: la koinè

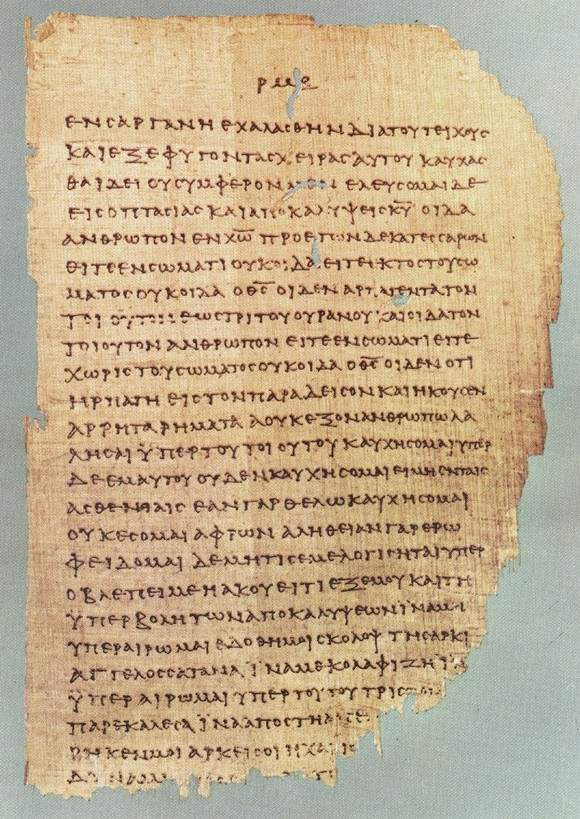
Folio du Parchemin 46 contenant 2 Co. 11, 33-12, 9.

La nécessité pour les armées multiethniques d’Alexandre le Grand de se comprendre entre elles favorisa la propagation d’une langue commune, appelée koinè (κονή διάλεκτος ou « langage commun ») qui réconciliait les anciens dialectes ionien, dorien, éolien et attique. C’est cette langue, grammaticalement fixée, enseignée dans les écoles, qui devint la langue de l’administration et du commerce dans l’empire des successeurs d’Alexandre. C’est aussi cette langue qu’adopta la littérature, alors que se développèrent, suivant les régions, des dialectes qui composèrent bientôt la langue parlée. À la longue, la langue littéraire ne sera comprise que par les seuls lettrés, lesquels utilisaient du reste une langue différente dans la conversation quotidienne. La koinè représentait ainsi un idéal linguistique rigide, aux structures grammaticales complexes, au vocabulaire brillant mais opaque. Ceci correspondait à la notion que l’on se faisait de la littérature comme quelque chose qui devait être étudiée et qui ne pouvait être appréciée qu’avec effort.
Les choses changèrent au VIIe siècle, période trouble où on assiste au déclin des villes et avec elles de l’éducation et de l’utilisation de la langue et du style classiques. La koinè finira par admettre des termes étrangers, latins, arabes, arméniens, etc. Au XIe siècle, Psellos (1018-1078), ardent défenseur de la pureté de la langue et de la correction de l’orthographe, utilise des tournures grammaticales qui ne sont plus toujours celles de la koinè et subit parfois l’influence de la langue populaire. Avec la renaissance culturelle du XIIe siècle, se développent de nouveaux genres comme le roman d’aventures ou amoureux qui s’adresse davantage aux classes populaire. L’invasion latine des pays grecs lors de la croisade de 1204 conduisit à l’apparition des premiers ouvrages en langue populaire qui coexistèrent avec ceux que l’on continue d’écrire en langue savante.

## Les différentes périodes
On divise généralement l’évolution de la littérature byzantine en cinq grandes périodes.

### Le christianisme transforme les traditions antiques (duIIIesiècleauVIesiècle)
Lorsque fut fondée Constantinople, plusieurs genres qu’avait connus la littérature grecque traditionnelle, comme le drame ou la poésie lyrique, avaient disparu depuis longtemps ; nait alors sous l’influence des Pères de l’Église grecque une littérature chrétienne qui tente d’établir une synthèse entre pensée chrétienne et pensée hellénistique. Elle s’exprime dans une langue déjà fort éloignée de celle utilisée dans la vie quotidienne, héritage du système d’éducation grec dont la rhétorique était le principal sujet d’études. Les mesures prises par l’empereur Justinien (483-565) contre les païens (fermeture de l’Académie de Platon à Athènes, dernière grande université païenne, interdiction d’adorer les dieux païens en Anatolie), sa persécution des Juifs, sa lutte contre les hérétiques (monophysisme, affaire des Trois Chapitres), en même temps qu’elles précipitèrent l’extinction du paganisme, conduisirent à un net ralentissement de la production littéraire et à un affaiblissement de l’enseignement de la jurisprudence introduite dans cette partie du monde par Constantin le Grand.
C’est donc une période d’intense création littéraire chrétienne en langue grecque certes, mais aussi en latin (Ammien Marcellin, Claudien) et en syriaque (Romain le Mélode). Le but principal des grands écrivains de l’époque comme Jean Chrysostome, le pseudo-Dionysos l’Aréopagite ou Procope de Césarée, est de proposer une nouvelle vision du monde et de l’homme tout en utilisant les formes littéraires héritées du passé. L’hagiographie se développe de même que les récits de miracles placés soit dans un contexte nouveau, celui du désert (apophtegmes des pères du désert), soit dans le milieu urbain traditionnel mais dont on rejette les valeurs (Siméon d’Émèse).

#### Quelques auteurs
Trois Pères de l’Église, originaires de Cappadoce, se distinguent durant cette période. Ce « nouveau mouvement d’Alexandrie » défend la doctrine orthodoxe contre les Ariens ainsi que la place de la raison dans l’étude des questions religieuses :
- Basile de Césarée (ou Basile le Grand), né à Césarée vers 329, mort en 379. Il développa le concept de la Trinité se basant sur la similitude de nature entre le Père et le Fils. Remarquable organisateur, il rédigea une règle encourageant le rôle économique et social des moines[17].
- Grégoire de Nysse, frère de Basile le Grand, né entre 335 et 340, mort après 394. Théologien, il participa aux querelles avec les Ariens. Très intéressé par les questions scientifiques, il aborde souvent des sujets physiques, physiologiques ou médicaux[18].
- Grégoire de Nazianze (ou Grégoire le Théologien), né en 329/330, mort en 390. D’abord moine, il fut ensuite patriarche de Constantinople. Auteur prolifique, il écrivit 354 épigrammes, nombre de lettres et sermons dans lesquels il se révèle un ardent partisan de l’orthodoxie nicéenne. Il reçut le titre de « Théologien » au concile de Chalcédoine pour son rôle dans les conflits dogmatiques de l’époque[19].

Parmi les écrivains de l’époque, on compte également :
- Jean Chrysostome. Issu d’une excellente famille ayant reçu une éducation poussée, il fut d’abord moine avant de s’établir à Constantinople où il fut impliqué dans les querelles contre le pouvoir grandissant des Goths ariens. Grand prédicateur, ces homélies remplissent près de 2000 manuscrits. Il y met l’accent sur l’interprétation littérale des écritures, refusant les interprétations allégoriques[20].
- Eusèbe de Césarée. Né vers 260, mort en 339/340. A vécu la fin des persécutions et est devenu évêque de Césarée dès la promulgation de l’ « édit de tolérance ». Il fut à la fois théologien (très près des Ariens) et historien, écrivant une Histoire de l’Église qu’il révisa plusieurs fois pour la conformer à la situation politique de l’époque ainsi qu’une Vie de Constantin[21].
- Socrate de Constantinople, né vers 380, mort après 439. Historien ecclésiastique. Son Histoire de l’Église reprend celle d’Eusèbe de Césarée et couvre la période 305-439 en sept volumes, chacun consacré à la vie d’un empereur[22].
- Athanase d'Alexandrie, né en 295, mort en 373, théologien et philosophe. Son œuvre principale est une réfutation de l’arianisme en quatre volumes. Il écrivit également une Vie de saint Antoine qui contribua à l’expansion du monachisme[23].
- Palladios (d’Hélénopolis), né en 363 ou 364, mort vers 340. Ecclésiastique et écrivain, il fut d’abord évêque d’Hélénopolis avant d’être déposé en raison de son appui à Jean Chrysostome. Il fut par la suite évêque d’Aspuna. Il est l’auteur de l’Histoire lausiaque, décrivant le développement du monachisme égyptien. On lui doit aussi les Dialogues sur la vie de saint Jean Chrysostome et un Traité sur les peuples de l’Inde et les brahmanes[24].
- Priscus (historien) de Thrace, né entre 410 et 420, mort après 472. Diplomate et écrivain, il prit part à une ambassade en 449 qui se rendit chez les Huns. Il fut l’une des principales sources sur Attila et les Huns pour les auteurs du VIe siècle[25].
- Zosime, né vers 460, mort à une date inconnue. Fonctionnaire du Trésor impérial. Un des derniers historiens païens, il écrivit une Nouvelle Histoire qui va jusqu’au siège de Rome par Alaric Ier[26].
- Ammien Marcellin, né vers 330, mort vers 395. Quoique d’origine grecque syrienne, il fut l’un des derniers historiens païens et aussi l’un des derniers à utiliser le latin. Son œuvre principale, Res gestae, continue l’Histoire de Tacite et va de 96 à 378 ap. J.-C.[27].

Le règne de Justinien marqua la fin de cette période d’intense activité. L’empereur lui-même composa de nombreux hymnes et écrits dogmatiques. Il encouragea plusieurs historiens comme Procope de Césarée (voir sous « Histoire ») qui relatèrent ses expéditions.
- Pierre le Patrice, né vers 500, mort vers 500-565. Avocat et diplomate originaire d’Illyrie, on lui doit une Histoire de l’Empire romain qui va de la mort de Jules César en 44 à la mort de Constance II en 361 ainsi qu’une histoire de la fonction de magister officiorum à partir de sa création sous Constantin le Grand jusqu’à Justinien, décrivant entre autres les diverses cérémonies impériales qui seront reprises par Constantin VII Porphyrogénète dans son De Ceremoniis[28].
- Agathias (dit Le Scholastique), né vers 532, mort vers 580. Originaire d’Asie mineure, il fut d’abord fonctionnaire à Smyrne avant de devenir un avocat renommé à Constantinople. Il est l’auteur de courts poèmes et épigrammes, mais est surtout connu pour son Histoire de Justinien qui continue l’œuvre de Procope de Césarée et retrace les activités de l’empereur de 552 à 558[29].
- Jean d’Éphèse (aussi appelé Jean d’Asie ou Jean d’Amida), né vers 507, mort après 585. Évêque monophysite et écrivain religieux de langue syriaque, il est l’auteur des Vies des bienheureux orientaux, ensemble de 58 brèves biographies de moines et d'ascètes de Mésopotamie, ainsi que d’une Histoire ecclésiastique couvrant la période allant de Jules César à 585 interrompue sans doute par son décès[30].
- Agathias de Myrina. Né vers 530, mort entre 582 et 594. Avocat, poète et historien.

### Période sombre (VIIeetVIIIesiècles)
Succède à cette riche période, une autre relativement sombre où seuls quelques théologiens demeurent actifs (Maxime le Confesseur et Germain Ier à Constantinople, Jean Damascène en Syrie). C’est une époque troublée tant sur le plan intérieur (succession de plusieurs empereurs) qu’extérieur (invasions), où la vie urbaine et l’éducation déclinent et avec elles l’utilisation de la langue et du style classiques. C’est aussi la période de l’iconoclasme où de nombreuses œuvres artistiques et littéraires sont détruites,. La plupart des écrivains de la dynastie des Héraclides viennent des provinces d’Orient dont certaines sont déjà sous contrôle musulman. Au sein de l’empire, c’est la période de l’iconoclasme qui produisit une littérature religieuse abondante, mais dont seuls nous sont parvenus les textes des auteurs opposés à ce mouvement. La période produisit peu de véritables historiens, mais plusieurs chroniqueurs qui nous permettent de bien comprendre la période.

#### Quelques auteurs
- Georges de Pisidie. Voir sous « Poésie profane ».
- Jean d’Antioche (chroniqueur). On semble confondre sous ce nom deux auteurs, l’un ayant vécu au VIIe siècle qui a écrit une Histoire du monde allant d’Adam à 610, l’autre ayant vécu au Xe siècle. Il est pratiquement impossible de départager les textes appartenant à l’un et à l’autre[31].
- Maxime le Confesseur, né 580, mort en 662, moine et théologien. Il fut asekretis (secrétaire impérial) à la cour d’Héraclius. Il défendit l’orthodoxie lors de la querelle du monothélisme et fut accusé par Constance II de trahison. Auteur religieux prolifique, influencé par les « Pères de Cappadoce » (voir ci-haut), il fut le véritable créateur du mysticisme byzantin[32].
- Sophrone de Jérusalem. Voir sous « Hagiographie ».
- André de Crète (hymnographe), né vers 660, mort vraisemblablement en 740. Natif de Damas, il vécut en Syrie et en Palestine après la conquête par les Arabes avant de devenir évêque de Crète. Il composa de nombreux hymnes religieux dont le Grand Canon, encore lu dans les églises orthodoxes durant le carême. Il est considéré comme le créateur de ce genre qui remplaça le kontakion (voir sous « Poésie religieuse »)[33].
- Nicéphore Ier de Constantinople, né vers 758, mort en 828, théologien et historien. Il écrivit plusieurs livres pour défendre les icônes. Son Historia Syntomos (Breviarum) décrit les évènements de 602 à 769 ; son Chronographikon constitue une liste des souverains depuis la création du monde jusqu’en 829[34].

### Renouveau littéraire (IXeetXesiècles)

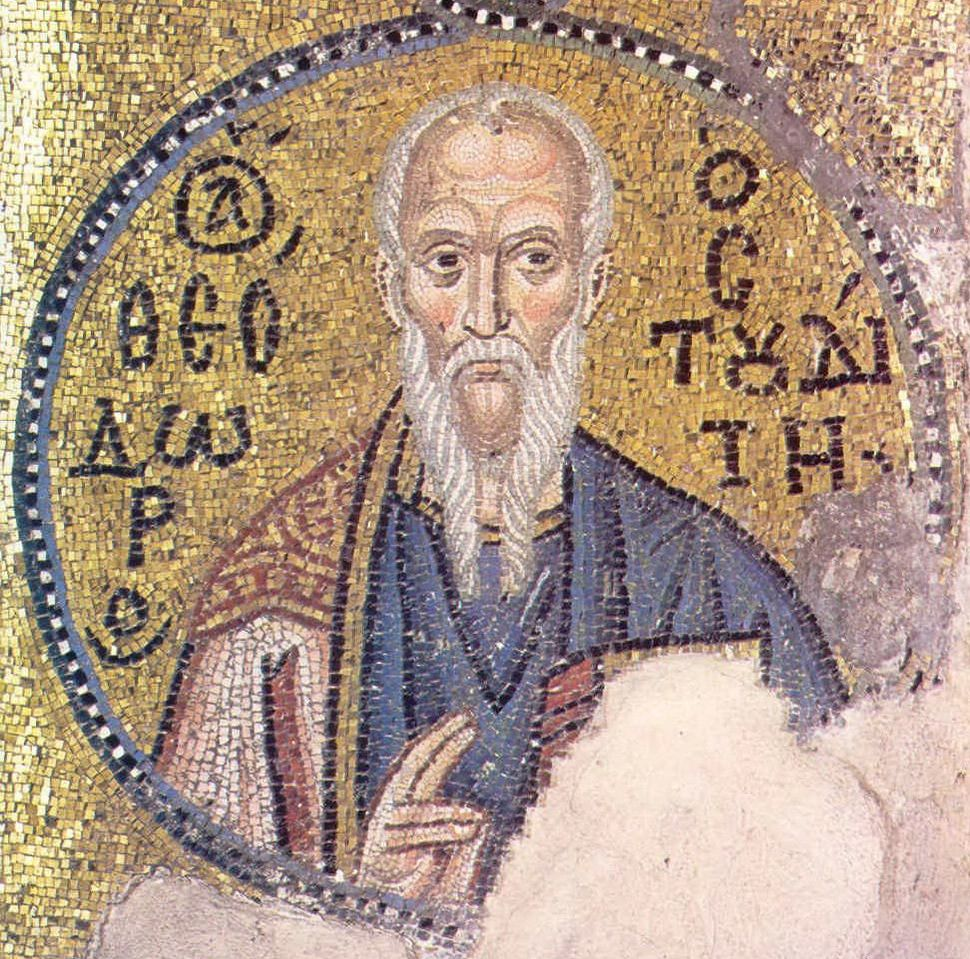
Saint Théodore le Studite d'après une mosaïque du monastère Nea Moni de Chios (XIe siècle)

Sur le plan littéraire, ce que l’on a appelé la « renaissance macédonienne » se distingue moins par sa créativité que par sa volonté de rassembler, de copier et de structurer la culture hellénico-chrétienne de l’antiquité tardive. À cette fin, on compila et on structura ce qui s’était déjà fait. Ce fut l’époque des manuels, que ce soit de la hiérarchie bureaucratique (taktika), de la stratégie ou des tactiques militaires (strategika), du droit romain (basilika) ou des règles à suivre par les corporations de la capitale (Le livre de l’éparque). Constantin VII Porphyrogénète et sa cour donnèrent le ton avec des traités comme le De thematibus, le De administrando imperio et le De ceremoniis.
Le IXe siècle fut dominé par des moines et des ecclésiastiques comme Théophane le Confesseur, Théodore Studite et Georges Hamartolos. Ils furent remplacés au siècle suivant par des fonctionnaires civils et ecclésiastiques qui assemblèrent et publièrent les textes des vieux maîtres comme Platon, Homère et Aristote. Aux héros excentriques des siècles précédents s’ajoutent des personnages plus réels comme Philaretos le généreux, riche aristocrate qui donna presque toute sa fortune aux pauvres ou des moines et religieuses se soumettant avec obéissance à la discipline monastique comme Théodora de Thessalonique ou Irène de Chrysobalanton.
La seule véritable nouveauté est le remplacement de l’écriture onciale, basée sur la majuscule et l’ancienne cursive romaine utilisée du IIIe au VIIIe siècle par la minuscule caroline. Toutefois, la langue populaire demeura proscrite et de nombreuses vies de saints furent réécrites dans un langage aussi archaïsant que pompeux,.

#### Quelques auteurs
- Constantin Céphalas (dates de naissance et de décès inconnues), compilateur, ayant travaillé à l'anthologie grecque.
- Georges le Syncelle (date de naissance inconnue, mort après 810), ecclésiastique et chroniqueur byzantin. Moine, il fut appelé à servir de syncelle (secrétaire privé) au patriarche Taraise de Constantinople. Au décès de celui-ci il se retira dans un monastère où il écrivit son Extrait de Chronographie (Ekloge chronographias), qui embrasse des événements du monde depuis Adam et Ève jusqu'au début du règne de Dioclétien[36].
- Théophane le Confesseur. Voir sous « Histoire ».
- Georges le Moine (ou Georges Harmatôlos) (dates de naissance et de mort inconnues), chroniqueur. Il a laissé une chronique universelle en quatre livres, racontant l'histoire du monde depuis la Création jusqu'en l'an 842, centrée principalement sur les évènements religieux[37].
- Jean Damascène. Voir sous « Poésie religieuse ».
- Théodore Studite. Voir sous « Poésie religieuse ».
- Cassienne de Constantinople, née entre 800 et 810, morte entre 843 et 867. Elle fut pressentie comme épouse possible de l’empereur Théophile qui lui préféra Théodora. Devenue religieuse, elle fonda un couvent à Constantinople et composa (ou fit composer) de nombreux hymnes liturgiques[38].
- Photius. Voir sous « Rhétorique ».
- Jean VII le Grammairien, né à la fin du VIIIe s., mort après 867. Originaire de Constantinople, il fut d’abord iconodoule avant de se faire iconoclaste. Il fut choisi par l’empereur Léon V pour compiler un florilège de textes devant servir à condamner le culte des images lors du concile de Constantinople en 815 et est surtout connu comme un orateur de renom. Il fut déposé lors du retour des images[39].
- Léon VI le Sage, né en 866, mort en 912, empereur et élève de Photius. Il écrivit de nombreux sermons, hymnes liturgiques et autres. Il protégea et encouragea les gens de lettres, si bien que « le palais impérial se transformait de temps à autre en une nouvelle académie ou lycée[40].
- Constantin VII Porphyrogénète, né en 905, mort en 959. Empereur, il fut le centre d’une intense activité littéraire à laquelle il participa personnellement en composant des œuvres historiques, politiques et hagiographiques comme le De administrando imperii, le De Ceremonis, le De Thematibus et la Vita Basilii[41].
- Souda (?). On ne connait pas l’identité de l’auteur ou des auteurs que recouvre ce nom. Le Lexicon, dit « de Souda », fut composé possiblement à la fin du IXe siècle et fut remanié à de nombreuses reprises dans les siècles qui suivirent. Il comprenait environ 30 000 entrées et constituait une « compilation de compilations » (Lemerle) représentant le savoir universel de l’époque[42].
- Aréthas de Césarée, né vers 860, mort en 893, prélat considéré comme l’un des plus grands philologues et humanistes byzantins, auteur de Commentaires sur l’Apocalypse basés sur André de Césarée, de Notes sur Platon, Lucien et Eusèbe ainsi que d’une abondante correspondance sur les questions politiques et religieuses de son temps[43].
- Nicholas Ier Mystikos, né en 852, mort en 924, patriarche de Constantinople. Il a laissé 150 lettres qui sont une excellente source de renseignements sur l’histoire et les relations ecclésiastiques entre Byzance et le sud de l’Italie, avec la Bulgarie et la région du Caucase, ainsi que divers ouvrages canoniques[44].
- Léon le Diacre, né en 950, mort vers 992, historien. Son Histoire couvre la période de 959 à 976 (expéditions de Basile II contre les Bulgares et guerres de Sviatoslav Ier de la Rous’ contre les Grecs[45].
- Jean Géomètre (ou Jean Kyriotès) (935-1000), moine, poète : voir sous « Poésie profane »

### La Pré-Renaissance (XIeetXIIesiècles)
Dans cette période se fait jour une réaction contre l'encyclopédisme de la période précédente. Un nouveau type d’écrivain émerge qui n’est ni moine, ni fonctionnaire, mais plutôt un intellectuel, voire un poète professionnel, conscient de son talent et désireux de faire connaitre son expérience personnelle dans des romans d’aventure ou d’amour où les personnages ne sont plus des caractères extrêmes, mais peuvent allier en eux les qualités du héros et les défauts de l’anti-héros (Michel Psellos, Nicétas Choniates). Toutefois, la tradition demeure utilisée non seulement comme source, mais aussi comme moyen d’interpréter la réalité (Eusthate de Thessalonique).
La langue vernaculaire fait une timide entrée en littérature de même qu’un certain humour, alors que des genres plus sérieux comme l’hagiographie sont abandonnés au profit de la satire.

#### Quelques auteurs
- Christophe de Mytilène, né vers 1000, mort après 1050, haut fonctionnaire et poète, qui a laissé une collection de 150 poèmes, souvent satiriques, sur divers sujets : l’araignée, les maris trompés, les pseudo-intellectuels. Il a également rédigé quatre calendriers de saints commémorant tous les saints et les fêtes de la liturgie orthodoxe[46].
- Anne Comnène. Voir sous « Histoire ».
- Michel Psellos. Voir sous « Rhétorique ».
- Michel Attaleiatès, né vers 1022, mort après 1085, haut fonctionnaire (juge) et historien. Son Histoire, couvrant la période 1034 à 1079/1080, oppose la gloire de la Rome antique au déclin politique et militaire de Byzance en son temps. Il a aussi laissé un traité de loi, court et de style simple, visant à rendre celle-ci accessible à tous[47].
- Nicéphore Bryenne (1062-1137), né vers 1064, mort vers 1136, militaire et historien. Fils du général du même nom et époux d’Anne Comnène, il a laissé un ouvrage inachevé, Matériel pour une Histoire, sorte de chronique des grandes familles de son temps, expliquant en style simple la montée de la famille Comnène (1070-1079)[48].
- Michel Glycas (1125-1204), historien, théologien, Poème sur son emprisonnement (1159) ;
- Jean Cinnamus, né vers 1143, mort après 1185, secrétaire impérial et historien. Il écrivit une Histoire couvrant les règnes de Jean II et Manuel Comnène (1118-1176) qui est une continuation de l’œuvre d’Anne Comnène[49].
- Michel Choniatès et Nicétas Choniatès, dits Acominati, deux frères originaires de Chonae en Asie mineure. Michel (vers 1140-1220) fut évêque d’Athènes. Il a laissé une vaste sélection de sermons, discours, poèmes et lettres dans lesquelles il déplore la pauvreté intellectuelle d’Athènes à son époque. Nicétas (vers 1155-1215/1216) fut haut fonctionnaire et historien. Il a écrit une Histoire de l’Empire romain d’Orient qui va du règne de Manuel à la prise de Constantinople par les croisés[50].
- Eustathe de Thessalonique. Voir sous « Hagiographie ».
- Théophylacte d'Ohrid, né vers 1050, mort après 1126, archevêque d’Acrida (Ohrid) en Bulgarie, alors sous contrôle byzantin. D’abord tuteur du jeune Constantin Doukas, il rédigea vers 1085 un Miroir des Princes traçant le portrait de l’empereur idéal. Il fut ensuite nommé archevêque d’Ohrid où il se consacra pendant vingt ans à éduquer ses fidèles dont il déplorait la rudesse. Il rédigea également de nombreux commentaires sur les Écritures à l’intention de ses fidèles[51].
- Christophoros Mitylénaios ;
- Jean Tzétzès. Voir sous « Hagiographie ».
- Théodore Prodrome (1115-1166). Voir sous « Pamphlets et satires ».
- Constantin Stilbès, actif à la fin du XIIe et au début du XIIIe siècle, prélat (métropolite de Cyzique), rhétoricien et poète. Son œuvre comprend des discours dont un panégyrique de l’empereur Isaac II l’Ange et un Mémoire contre l’Église latine, contenant à la fois des griefs de nature théologique et des protestations contre les forfaits des croisés lors de la prise de Constantinople[52].

### De l’occupation latine à l’occupation turque (XIIIeetXVesiècles)

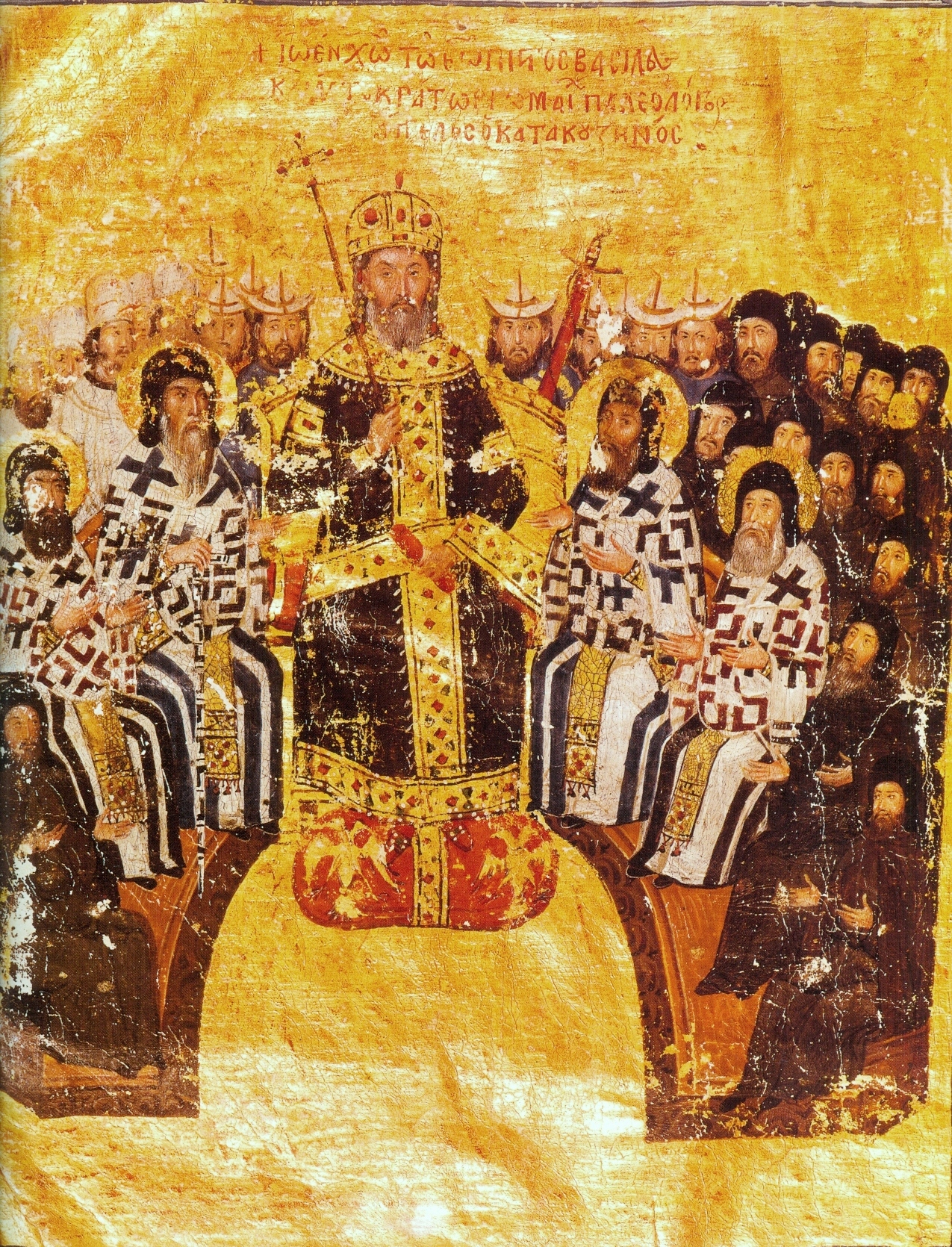
Jean VI Cantacuzène présidant un synode. Il terminera ses jours en exil à Mistra. Traités théologiques de Jean VI Cantacuzène, BNF Gr.1242.

La période qui va de la prise de Constantinople par les Croisés (1204) à celle de la conquête par les Turcs (1453) est une période de découragement : on ne croit plus en l’assistance divine pour assurer la victoire de l’orthodoxie sur les barbares. Il naît alors une conception tragique de l’histoire (Laonicos Chalcondyle) dans laquelle le héros peut être défait (Jean VI Cantacuzène).
Par ailleurs, les contacts avec l’Occident se font plus nombreux. Avec la création des États latins apparaît une littérature chevaleresque que racontent des chroniques comme la Chronique de Morée ou la Chronique de Tocco. Certains écrivains, surtout ceux qui ont accepté le catholicisme romain, commencent à traduire les auteurs latins en grec. D’autres, comme Gémiste Pléthon ou Bessarion, émigrent en Italie où ils reçoivent un accueil chaleureux d’hellènophiles comme le Calabrais Barlaam et enseignent le grec tout en encourageant les traductions des anciens auteurs en latin.
Convaincus de leur supériorité intellectuelle sur l’avance militaire et économique de l’Occident, ils tiennent davantage au langage archaïsant des classiques. À l’opposé, la langue vernaculaire, qui avait fait son apparition à la période précédente, s’affirme, bien qu’encore timidement, dans des romances poétiques ou dans l’hagiographie qui connaît une nouvelle popularité.

#### Quelques auteurs

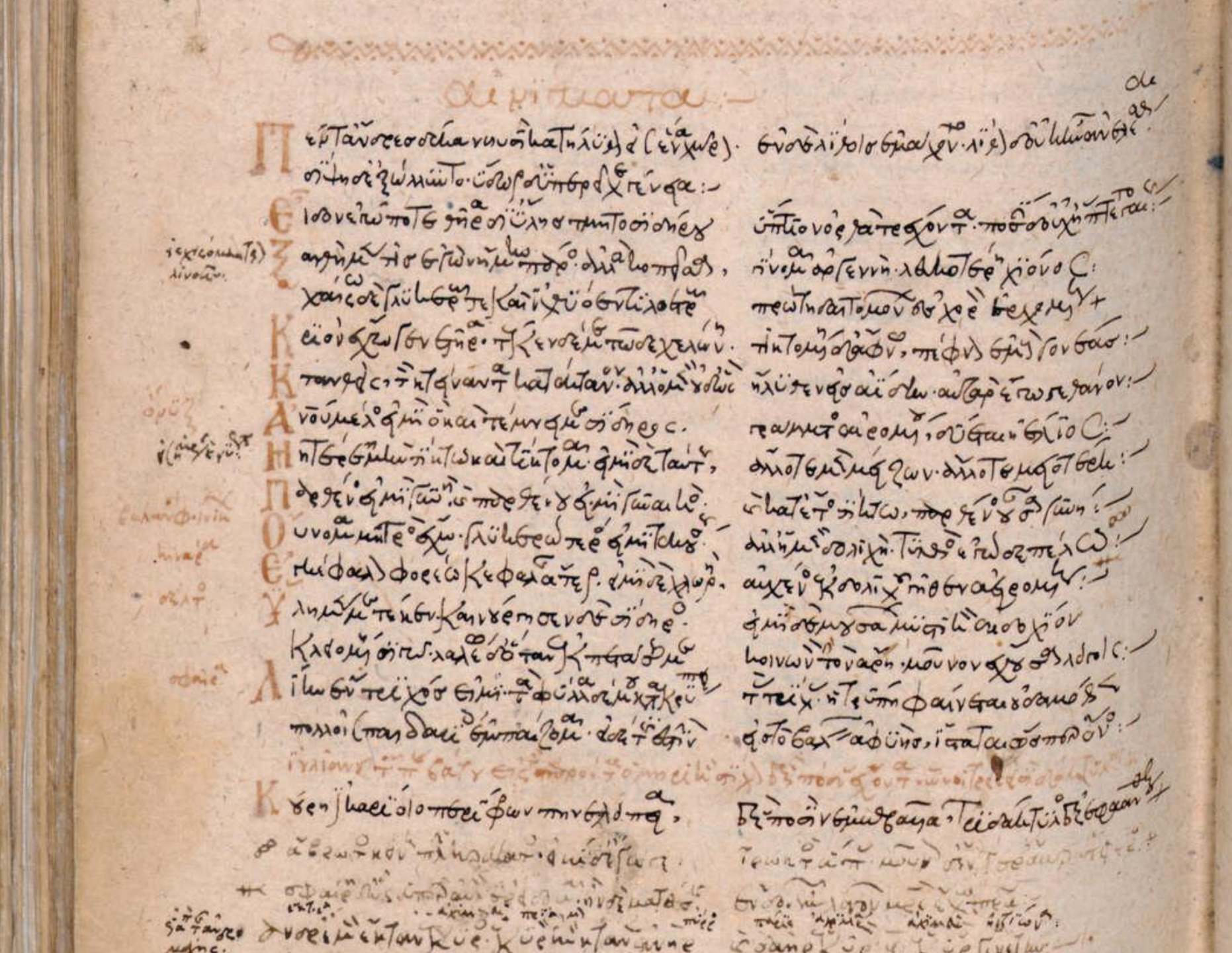
Texte de Maxime Planude

- Nicéphore Blemmydès, né en 1197, mort vers 1269, théologien et philosophe. D’abord directeur de l’école impériale de Nicée, il se fait moine et, grâce à sa vaste érudition, défend énergiquement la position orthodoxe au cours des débats avec les Latins, écrivant dans ce but nombre de traités théologiques. il est aussi l’auteur d’un manuel de philosophie aristotélicienne, de deux autobiographies, d’un manuel de géographie et d’un traité politique, la Statue impériale (βασιλικός άνδριάς) qui trace le portrait de l’empereur parfait[53].
- Théodore II Lascaris, né en 1221, mort en 1258, empereur byzantin à Nicée. Grand intellectuel, il fut fortement influencé par Nicéphore Blemmydès qui écrivit pour lui la Statue impériale. Il écrivit plusieurs traités sur des sujets philosophiques et religieux ainsi que des pièces de rhétorique comme l’enkomion (louange) pour la ville de Nicée. Son abondante correspondance démontre ses vastes connaissances des sciences naturelles et des mathématiques[54].
- Georges Acropolite, né en 1217, mort en 1282, historien, diplomate et haut fonctionnaire de Jean Vatatzès. Sa Chronique est une continuation de l’ouvrage de Nicétas Choniatès et trace l’histoire de l’empire depuis la prise de Constantinople par les Latins jusqu’à la reprise de la capitale par Michel VIII Paléologue. Ambassadeur auprès de Grégoire X au deuxième concile de Lyon, il composa deux traités sur la procession du saint Esprit[55].
- Nicolas Mésaritès, né vers 1163, mort après 1214, ecclésiastique et écrivain. Il appartient à l’école qui veut définir de nouveaux critères esthétiques. Il est l’auteur d’une ekphrasis (description) de l’église des Saints-Apôtres où étaient inhumés les empereurs byzantins et qui fut détruite par les Turcs en 1453[56].
- Jean Apokaukos, né vers 1155, mort en 1233, ecclésiastique et théologien. Il joua un rôle important dans les luttes d’influence entre les Églises du despotat d'Épire et le patriarcat œcuménique réfugié à Nicée. Son abondante correspondance nous fait découvrir l’histoire sociale et juridique de cette période[57].
- Maxime Planude, né vers 1260, mort en 1305, philologue et grammairien, célèbre pour la nouvelle édition qu'il donna de l'Anthologie grecque, il est, avec Thomas Magister, Démétrios Triclinios, Manuel Moschopoulos, Théodora Raoulaina et Jean Zaridès, l'un des grands savants de l'époque d'Andronic II Paléologue.
- Gémiste Pléthon. Voir sous « Rhétorique ».
- Jean VI Cantacuzène, né vers 1295, mort en 1383, empereur byzantin. Après son abdication en 1354, Jean Cantacuzène se fit moine au couvent Saint-Georges-des-Manganes. Il consacre la fin de sa vie à la rédaction de ses Mémoires couvrant la période 1320 à 1356[58].
- Georges Pachymère. Voir sous « Histoire ».
- Nicéphore Calliste Xanthopoulos, né avant 1256, mort vers 1335, moine et historien. Il est surtout connu pour son Histoire ecclésiastique dont nous ne possédons que les livres allant de la naissance du Christ au VIIe siècle[59]
- Nicéphore Grégoras, né vers 1290, mort en 1360, historien, philosophe, savant et humaniste. Après des années d’enseignement, il participa activement aux querelles entourant l’hésychasme. Esprit universel, il écrivit sur pratiquement tous les sujets de son temps. Son œuvre la plus importante est son Histoire romaine, couvrant la période allant de 1204 à 1359. Sa Correspondance comprend 161 lettres adressées à des contemporains éminents[60].
- Georges Sphrantzès. Voir sous « Histoire ».
- (Prénom inconnu) Doukas, né vers 1400, mort après 1462, historien. Il a écrit une Histoire de l’Empire d’Orient qui va de 1341 (avènement de Jean V) à 1462 (conquête de Lesbos par les Turcs) dans laquelle il insiste sur l’immoralité du sultan Mehmed II, voit la chute de Constantinople comme une punition divine et appuie l’union avec Rome[61].
- Laonicos Chalcondyle (ou Chalcocondyles), né vers 1423, mort vers 1490, historien. Il a écrit une Histoire en dix volumes qui couvre la période de 1298 à 1463 dans laquelle il s’attarde moins sur la dynastie des Paléologues que sur les Ottomans et leurs souverains[62].

La question de l’union des Églises d’Orient et d’Occident ainsi que celle de l’hésychasme produisirent, sous les Paléologues, une intense activité littéraire. Seuls les écrivains les plus représentatifs sont mentionnés ci-après.
- Démétrios Kydones, né vers 1320, mort vers 1397, théologien, traducteur et haut fonctionnaire, il fut partisan de la réconciliation avec Rome. Il traduisit en grec bon nombre d’auteurs latins comme Augustin d'Hippone et saint Thomas. Il est l’auteur de six textes rhétoriques et polémiques appelés Apologies, de discours d’exhortation aux Byzantins pour qu’ils s’unissent contre les Turcs et d’une abondante correspondance avec des personnalités éminentes de son temps[63].
- Basilius Bessarion (ou Jean Bessarion), né en 1403, mort en 1472, patriarche latin de Constantinople et cardinal. D’abord higoumène du monastère Saint-Basile, il accompagna Jean VIII au concile de Florence. Défendant d’abord la position grecque, il évolua et finit par plaider la réconciliation des deux Églises. Converti au catholicisme, il fut fait cardinal par Eugène IV. Ses écrits firent revivre en Italie le goût de la philosophie platonicienne[64].
- Grégoire Palamas, né en 1296, mort en 1359, moine, théologien et archevêque de Thessalonique. Durant les pourparlers sur l’union des Églises, il écrivit un traité résolument hostile à tout compromis avec les Latins. Dans les années 1326/1327, il entra en conflit avec un moine italien, Barlaam le Calabrais, ce qui le conduisit à écrire de nombreux ouvrages défendant l’hésychasme[65].
- Nicolas Cabasilas. Voir sous « Pamphlets et satires ».
- Gémiste Pléthon. Voir sous « Rhétorique ».
- Grégoire II de Chypre. Voir sous « Hagiographie ».
- Théodore Métochitès, né en 1270, mort en 1332, homme politique, écrivain et philosophe. Esprit universel, Métochitès a laissé une œuvre qui touche à tous les domaines connus de son temps et reflétant son gout pour l’Antiquité classique. En prose, il écrivit des discours, des commentaires sur la philosophie d’Aristote, des ouvrages d’astronomie et des textes hagiographiques. On lui doit également 20 poèmes dont trois oraisons funèbres[66].
- Nicéphore Grégoras. Voir sous « Rhétorique ».
- Constantin Harménopoulos, juriste et juge à Thessalonique. On lui doit l’Exabiblos, la dernière grande compilation de droit civil et criminel byzantin comprenant en annexe un Droit agraire. Cette compilation servit de code juridique aux chrétiens orthodoxes vivant dans l’Empire turc. Il est aussi l’auteur d'un droit canon intitulé Epitome canonum[67].
- Manuel Philès. Voir sous « Poésie profane ».
- Théodore Méliténiotès, né vers 1320, mort en 1393, religieux et savant. Il est l’auteur d’un traité intitulé Trois livres d’astronomie, l’un des ouvrages scientifiques le plus complet de l’époque byzantine, d’un long poème intitulé Sur la tempérance et de Commentaires sur les Évangiles en trois livres[68].

## Les genres littéraires
Nombreux sont les écrivains byzantins qui sont en fait des esprits universels ayant touché à plus d’un genre littéraire. Si certains sont davantage connus pour une œuvre se classant dans l’une ou l’autre des genres énumérés ci-après ils peuvent avoir écrit des œuvres appartenant à d’autres genres littéraires.

### La prose

#### La rhétorique
Tel que déjà mentionné, la littérature byzantine était davantage faite pour être déclamée à voix haute plus que pour être lue. D’où l’importance de la rhétorique, « codification de la méthode, des procédés observés chez les grands orateurs, pour émouvoir et convaincre leurs auditeurs, en s’adressant à leurs sentiments et à leur jugement ». Avec la philosophie, elle formait l’une des principales composantes de l’éducation de tout jeune se destinant à une charge publique.
Les modèles le plus souvent imités demeurèrent longtemps Démosthène et Ailos Aristeides. Des recueils de discours comme ceux d’Hermogène de Tarse (161-180 ap. J.-C.) sur les genres de styles et les catégories d’arguments ou des traités comme ceux attribués à Ménandre servaient de règles qu’il fallait imiter (mimesis) tant en ce qui concernait le style que le contenu. Codifiées par l’un des plus célèbres rhéteurs païens de l’antiquité, Libanius d’Antioche (314-391), ces règles furent modifiées au Ve siècle lors de la création d’une école de rhétorique chrétienne à Gaza. Procope, son fondateur, s’appliqua à remplacer les exemples tirés de la mythologie païenne par des exemples tirés des Saintes Écritures.
On peut distinguer dans ces longs discours au style ampoulé, aux longues phrases redondantes, qui ont en grande partie valu sa triste réputation à la littérature byzantine, cinq grandes catégories : les panégyriques impériaux (enkomion / έγκώμιον) ou discours stéréotypés à la gloire des empereurs ; les oraisons funèbres (epitaphios logos / έπιτάφιος λόγος), tout aussi stéréotypées, qui constituent moins un résumé la vie de l’empereur, du patriarche ou du dignitaire défunt qu’un catalogue de ses vertus et de ses exploits ; les traités parénétiques retraçant les devoirs des souverains ; les descriptions (ἔκφρασις), exercices de style sur les sujets les plus divers proposés par les maitres à leurs élèves ; l’art épistolaire, soumis à des modèles stricts, que ce soit pour des remerciements, des requêtes ou même les édits impériaux et chrysobules.

##### Quelques auteurs
À cause de son importance, la rhétorique est présente dans tous les autres genres que ce soit l’historiographie, l’hagiographie, la poésie ou l’épistolographie. Tous les grands auteurs furent ainsi à divers niveaux des rhéteurs. Parmi les grands noms qui émergent, citons à travers les siècles :
- Photios (Φώτιος / Phοtios ; IXe siècle). Patriarche de Constantinople, érudit et historien. Né dans une famille noble de la capitale, Photios (souvent nommé sous la forme latine de Photius) acquit très jeune une vaste culture. Il devint rapidement enseignant, organisant des séances de lecture à partir d’anciens manuscrits pour ses disciples et amis, et écrivant son « Lexique ». Vers 850, il fut nommé prôtoasèkrètis, c'est-à-dire chef de la chancellerie impériale[N 4]. Quoique laïc, il fut nommé par Bardas patriarche de Constantinople. Destitué une première fois, il fut confirmé dans ses fonctions par un synode en 880. Ami de l’empereur Basile Ier, il fut à nouveau destitué par son successeur, Léon Ier et mourut en exil.
  - La Bibliothèque (Βιβλιοθήκη) ou Myriobiblion (Μυριοβίβλιον), collection de 280 notices sur des textes littéraires de genres variés ;
  - Lexique : compilation de plusieurs lexiques antérieurs, les plus anciens remontant à l'époque romaine (Harpocration, Diogénien d'Héraclée, Ælius Dionysius…);
  - Amphilochia : réponses à 324 questions posées par l'un de ses disciples favoris, l'évêque Amphiloque de Cyzique, sur des sujets d'exégèse biblique, de théologie, plus rarement de philosophie et de grammaire ;
  - Une collection de 83 discours et homélies ;
  - Deux traités dogmatiques contre la théologie latine ;
  - Lettres : 299 connues (deux conservées seulement en arménien), datant surtout des deux patriarcats et de l'époque intermédiaire, certaines constituant de véritables traités[73].
- Michel (nom de moine) Psellos (Μιχαήλ Ψελλός ; XIe siècle). Intellectuel et écrivain. Issu d’une famille modeste, sa mère lui fit néanmoins donner une excellente éducation. Il dut toutefois interrompre celle-ci pour travailler comme fonctionnaire en Anatolie. Secrétaire d’un juge civil, il devint lui-même juge à Philadelphie. Appelé à la cour comme secrétaire d’un tribunal impérial, il gravit rapidement les échelons et devint, sous Constantin IX Monomaque, l’un des principaux personnages de l’empire. Philosophe de la cour, il reçut le titre de hypatos ton philosophon ou consul des philosophes. D’une incroyable érudition, son savoir englobait la philosophie, la rhétorique, la géométrie, la théologie, la médecine, l’histoire, etc.
  - La Chronographie, Histoire d'un siècle de Byzance, 976-1077 ; Psellos s’y révèle historien. L’œuvre embrasse douze règnes impériaux de Basile II à la chute de Michel VII Doukas. C’est l’une des plus importantes de l’historiographie byzantine.
  - L’Éloge de Michel Cérullaire ;
  - L’Épître sur la Chrysopée, opuscules et extraits sur l'alchimie, la météorologie et la démonologie ;
  - Les Oracles chaldaïques, exposition sommaire et concise des croyances des anciens Chaldéens[74].
- Nicéphore Grégoras (Νικηφόρος Γρηγορᾶς ; fin du XIIIe - XIVe siècle). Historien, philosophe, savant et humaniste byzantin. Orphelin dès sa jeunesse, Grégoras fut élevé par son oncle Jean, métropolite d’Héraclée du Pont. Très tôt, Grégoras fit la connaissance de Théodore Métochite qui le présenta à l’empereur Andronic II Paléologue. Partisan de Jean Cantacuzène pendant la guerre civile de 1341-1347, il prit la tête des ennemis de l’hésychasme. Condamné et anathématisé, il fut enfermé dans le monastère du Saint-Sauveur-en-Chora. Libéré après la chute de Cantacuzène, il termina sa vie en résidence surveillée, écrivant beaucoup et demeurant constamment en butte aux attaques des partisans de Palamas.
  - Rhomanike Historia. 37 volumes couvrant la période 1204 à 1359.
  - Vies de saints : Cauléan, Michel le Syncelle, Éloge de Saint Démétrius, Martyre de Codrat d’Antioche, vie de Jean d’Héraclée (son oncle).
  - Exercices de rhétorique de jeunesse (Προγυμνάσματα) de divers genres : déclamation - Discours des députés de Platées devant les Lacédémoniens et les Thébains, éloge - Éloge de l'amandier, réfutation, Réfutation de ceux qui prétendent qu'il n'y a pas d'humilité chez l'homme.
  - Dialogues philosophiques comme le Philomathès et le Florentios .
  - Astronomie : Calcul de l’éclipse de soleil du 16 juillet 1330 d'après les tables faciles de Théon d'Alexandrie.
  - Correspondance : 161 lettres, dont certaines adressées à des contemporains connus (Théodore Métochite, Andronic II, Jean Cantacuzène…)[75].

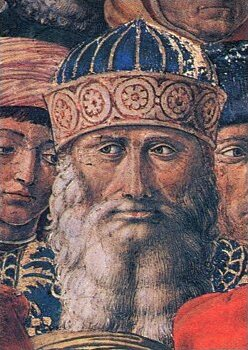
Gémiste Pléthon fut l'un des penseurs les plus originaux de son temps.

- Gémiste Pléthon (Γεμιστός Πλήθων ; XIVe et XVe siècles) : Philosophe néoplatonicien. Gémiste Pléthon fut l'un des penseurs les plus originaux de son temps. Après des études au sein de l'école platonicienne de Constantinople, il se rendit à Andrinople où enseignaient chrétiens, juifs et musulmans. Revenu enseigner à Constantinople, ses cours sur Platon firent scandale et lui valurent d’être exilé à Mistra, devenu un important centre intellectuel dans le despotat de Morée. Il y développa le concept d’une filiation entre les Byzantins et les Grecs de l’Antiquité et rédigea un vaste plan de réformes politiques, économiques, sociales et militaires basées sur les textes de Platon. Membre de la délégation byzantine au concile de Florence (1437-1439), il y donna de nombreuses conférences qui firent revivre la pensée platonicienne en Europe de l’Ouest. De retour à Mistra, il fut nommé au Sénat et devint magistrat de la ville. Il passa ses dernières années à enseigner, à écrire et à poursuivre la lutte qui l’opposait à Gennade II Scholarios, patriarche de Constantinople et défenseur d’Aristote.
  - Adresse au despote Théodore (II Paléologue) et Adresse à Manuel (II), datant de 1415 et de 1418 dans lesquelles il élabore son plan de réformes politiques, économiques et sociales.
  - De Differentiis ou En quoi Aristote se différencie de Platon, étude du concept de la divinité chez Aristote et Platon.
  - Le Traité des lois, compilation des croyances ésotériques de Pléthon.
  - Résumé des doctrines de Zoroastre et de Platon.
  - Oracles magiques des mages disciples de Zoroastre et Commentaire sur ces Oracles.
  - Prolegomena Artis Rhetoricae.
  - Oraison Funèbre pour Cléopa ; Oraison Funèbre pour Hélène.
  - Du destin.
  - Des vertus[76].
- Gennade II Scholarios (Γεώργιος Κουρτέσιος Σχολάριος ; Ve siècle) : Théologien et patriarche de Constantinople. Scholarios enseigna d’abord la logique et la physique à Constantinople avant d’être nommé sénateur et krites katholikos (juge de la Cour suprême en matière civile et ecclésiastique sous les Paléologues). Il participa au concile de Florence où il défendit la position unioniste. Toutefois, à son retour, il devint un opposant farouche de l’Union et prit la tête du mouvement anti-unioniste, ce qui lui valut d’être déposé et de devoir entrer dans un monastère. Capturé par les Turcs lors de la chute de Constantinople, il servit trois fois comme patriarche, tentant de trouver un terrain d’accommodement avec les nouvelles autorités. Parlant latin et grand admirateur de ce qui se passait en Occident, il traduisit et commenta saint Thomas d'Aquin. Il défendit également Aristote contre Pléthon.
- Son œuvre (Scholarios fut un auteur prolifique (100 à 120 ouvrages), mais une bonne partie de ses textes demeurèrent manuscrits et ne furent jamais publiés.)
  - Discours et lettres prononcés pendant le Concile de Florence.
  - Œuvres polémiques contre les Latins sur la procession du Saint-Esprit et le refus d’inclure le Filioque dans le Credo.
  - Divers sermons et discours : panégyrique de Marcus Eugenicus.
  - Traités philosophiques : À la défense d’Aristote (antilepseis hyper Aristotelous).
  - Défense de la foi : Ekthesis tes pisteos ton orthodoxon christianon, mieux connu sous le titre Homologia tou Gennadiou) destiné à Méhémet II ; Dialogue avec deux Turcs sur la divinité du Christ; Dialogue entre un chrétien et un juif; Prophéties au sujet du Christ; Au sujet de notre Dieu, Un en Trois, contre les athées et les polythéistes[77].

#### L’histoire
L’histoire et les chroniques sont deux genres dans lesquels excellèrent les Byzantins. De Jean Malalas (Ve – VIe siècles) à Sphrantzès (1401-1478), chaque siècle a produit un historien, chroniqueur ou biographe. Procope, Agathias, Pierre le Patrice, Ménandre le Protecteur et Théophylacte Simocatta reprirent chacun l’histoire là où leur prédécesseur l’avait laissée. Après une période creuse correspondant à l’âge noir de l’empire pendant laquelle les chroniqueurs remplaceront les historiens, on assiste avec Joseph Genesius au Xe siècle à une renaissance du genre. Il fut suivi par Syméon le Logothète et Léon le Diacre, puis vinrent au XIe siècle Michel Psellos, Michel Attaleiatès et Jean Skylitzès. Le XIIe siècle fut celui d’Anne Comnène, de Jean Cinnamus et de Nicétas Choniatès. Leur succédèrent Georges Acropolite et Georges Pachymère au XIIIe siècle, Nicéphore Grégoras et l’empereur Jean Cantacuzène au XIVe. Enfin Georges Sphrantzès, Laonicos Chalkondyle et Critobule d'Imbros témoignèrent de la fin de l’empire.
Les historiens byzantins demeurèrent attachés aux modèles antiques comme Thucydide, Xénophon et Polybe dont ils cherchèrent à reproduire la langue et les procédés de composition. Si certains choisirent d’imiter un seul modèle (le général Nicéphore Bryenne fut l’émule de Xénophon par la précision de son vocabulaire militaire, le philosophe Nicéphore Grégoras prit Platon comme modèle), la majorité choisirent quelques auteurs dont il résulte un style « en mosaïque », typiquement byzantin. L’histoire qu’ils racontent est avant tout celle des empereurs et des guerres dans lesquelles ils ont été impliqués. Comme les historiens de l’antiquité, ils se livrent d’abord à une description des traits physiques de l’empereur avant de procéder à une étude psychologique de son caractère et de raconter ses exploits.

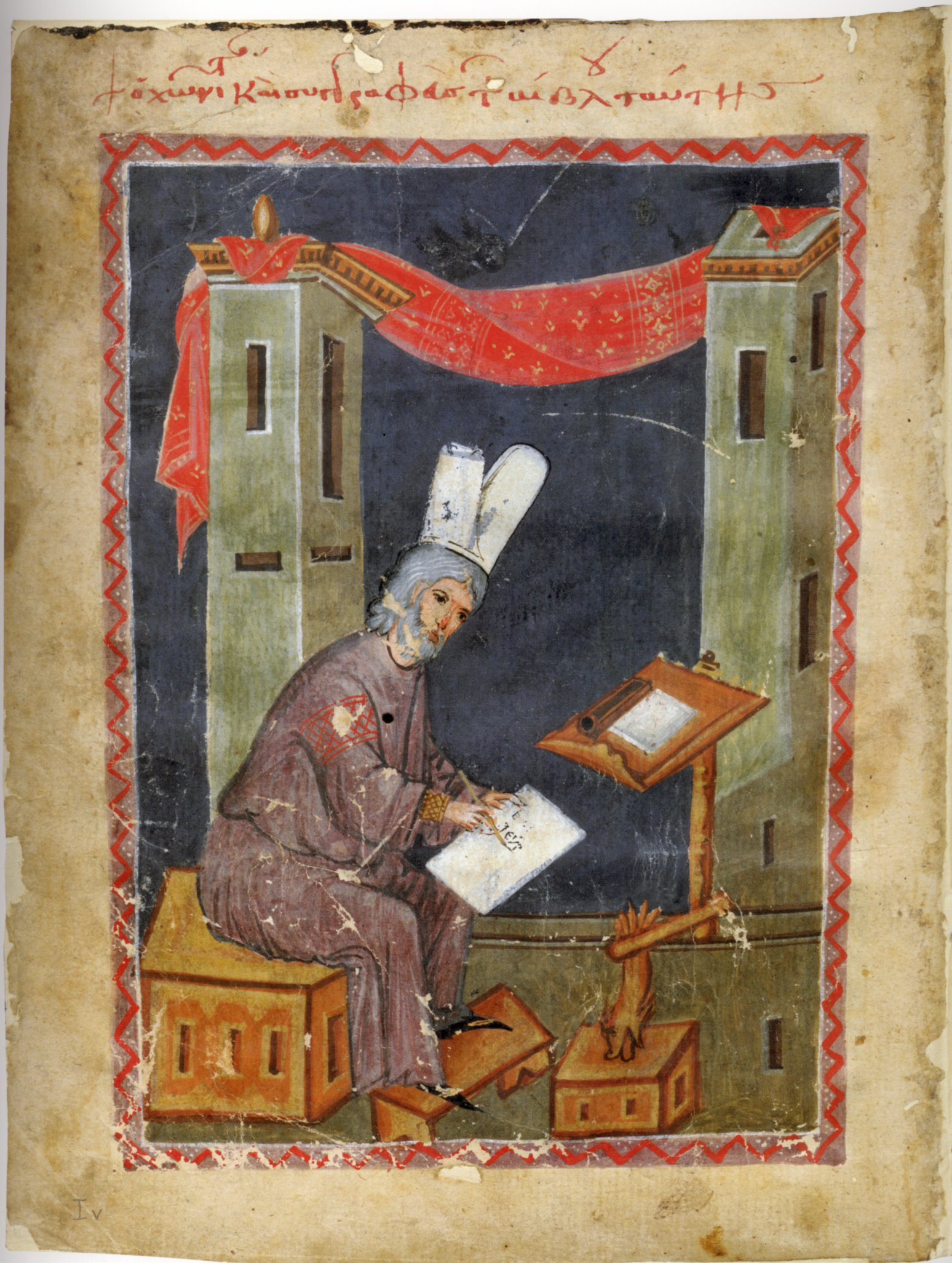
Nicétas Choniatès travaillant à sa Chronique (d'après une miniature byzantine du XIe siècle.

Toutefois, ils en divergèrent de deux façons. Premièrement, ceux qui écrivent ne sont pas toujours des écrivains professionnels, mais souvent des hommes d’action pourvus d’une excellente éducation qui ont le souci d’être véridiques et sincères. Ce sont des juristes comme Procope, Evagrius ou Michel Attaleiatès, des hommes d’État comme Jean Cinnamus, Georges Pachymère, Laonicus Chalcondyles, des généraux et diplomates comme Nicéphore Bryenne, Georges Acropolites, Georges Phrantzès et même des têtes couronnées comme Constantin Porpyrogénète, Anne Comnène, Jean VI Cantacuzène. Deuxièmement, ce sont des écrivains chrétiens qui créent deux genres nouveaux : l’Histoire de l’Église et la Chronique universelle. Genre d’histoire universelle, la chronique universelle a pour but fait de l’histoire des Hébreux le centre de l’histoire universelle et tente d’établir un synchronisme avec l’histoire des autres nations,,.
Les chroniqueurs pour leur part présentent une importante différence avec les historiens. Contrairement à ces derniers, les chroniqueurs écrivent pour un public beaucoup plus large. S’appuyant généralement sur un fond antérieur qu’elles modifient, les chroniques mettent l’accent sur le merveilleux qu’elles interprètent selon un point de vue chrétien. Leurs descriptions laissent peu de place à la nuance et leur vocabulaire est beaucoup plus près du peuple. Probablement d’origine orientale, les chroniques atteignirent leur zénith au IXe siècle, période où l’on trouve peu d’historiens traditionnels, pour disparaître presque complètement au XIIe siècle. Les trois plus grands représentants furent Jean Malalas, Théophane le Confesseur et Jean Zonaras.

##### Quelques auteurs
- Jean Malalas (Ἰωάννης Μαλάλας ; Ve - VIe siècle). Chroniqueur. Syrien d’Antioche, probablement fonctionnaire, il fut l’auteur de la plus ancienne chronique byzantine conservée. Il a eu une profonde influence, non seulement sur les chroniques byzantines ultérieures, mais également sur le développement des chroniques slaves et orientales. Écrite dans une langue populaire manifestement pour un public peu instruit, sa Chronique n’a de valeur historique que pour le dernier livre décrivant le règne de Justinien au VIe siècle. Ce livre semble toutefois avoir été écrit après le reste de l’œuvre ou avoir été ajouté par quelqu’un d’autre.
- Son œuvre
  - Chronique. Une histoire en dix-huit livres qui retrace l’histoire du monde de la Création au règne de Justinien[81].

- Procope de Césarée (Προκόπιος Καισαρεύς ; VIe siècle) Historien byzantin né en Palestine. Son œuvre est principalement consacrée aux divers aspects du règne de Justinien. Il passa la plus grande partie de sa vie à Constantinople mais accompagna Bélisaire dans ses campagnes. À ce titre, il s’occupa de la rédaction des ordres du jour, des formations de combat, des correspondances et des rapports au basileus qui nous donnent de nombreuses indications sur la géographie, l’ethnographie et les systèmes politiques des peuples avec lesquels il a été en contact : Vandales, Goths, Francs, Syriens, Arabes, Arméniens, Persans et qu’il décrit dans son œuvre la plus importante : Les Guerres. Excellent observateur lorsqu’il décrit ce qui se passe à l’extérieur, il peut s’avérer très partial lorsqu’il décrit la vie politique au sein de l’empire. Son Histoire secrète est un pamphlet où perce sa colère et sa déception contre la politique impériale et peut-être aussi la défaveur dans laquelle il fut tenu, reflet sans doute de celle de Bélisaire lui-même. Sa langue est très classique, mais on y perçoit déjà la dégradation de la staxe antique.
- Son œuvre :
  - Histoires ou Discours sur les Guerres (Ἱστορίαι / ou Ὑπὲρ τῶν πολέμων λόγοι). Récit en huit livres des guerres de Bélisaire contre les Perses, les Vandales et les Goths.
  - Sur les monuments (Περὶ κτισμάτων, De Ædificiis). Traité en six livres des monuments construits dans l’empire sur l’ordre de Justinien, classés par ordre géographique.
  - Histoire Secrète (Ἀνέκδοτα, Historia arcana). Publication, probablement posthume, pamphlet ordurier contre Justinien, Théodora et les autres grands de l’empire. Son authenticité a quelques fois été mise en doute[82].

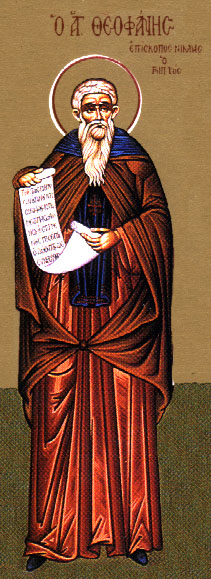
Théophane le Confesseur (v. 758/760-817/818).

- Théophane le Confesseur (Θεοφάνης ὁ Ὁμολογητής ; VIIIe – IXe siècles). Né à Constantinople dans une famille aristocratique, il fut marié à l’âge de douze ans, mais persuada son épouse de mener une vie de chasteté. Ils se séparèrent en 799 pour entrer chacun de son côté en religion. Théophane se retira d’abord au monastère de Polychronius avant de fonder son monastère sur l’île de Calonymus. Il retourna à son premier monastère comme abbé et participa à ce titre au deuxième concile de Nicée où il défendit la vénération des icônes. Emprisonné par l’empereur iconoclaste Léon V d'Arménie, il finit par être exilé dans l’île de Samothrace où il mourut en 817.
- Son œuvre :
  - Chronographie. Histoire de l’Empire romain, puis byzantin, de Dioclétien en 284 à la mort de Michel Ier en 813. En dépit des erreurs que contiennent ses tables chronologiques, elle constitue une source presque unique sur l'histoire de Byzance pour les VIIe et VIIIe siècles et le début de la crise iconoclaste[83].

- Jean Skylitzès (en [[Basculer la table des matières

Grec médiéval|grec byzantin]] Ἰωάννης ὁ Σκυλίτζης, naquit vers 1040 probablement dans le thème des Thrakésiens, en Asie mineure. Il dut quitter relativement tôt sa province d’origine pour recevoir une bonne éducation, car il fit carrière à Constantinople dans la magistrature, faisant partie de ces « hommes nouveaux » que Constantin X promut en élevant des citoyens ordinaires à des rangs auxquels ils ne pouvaient jusqu’alors prétendre. Dans la préface de son « Synopsis Historion », Skylitzès affirme avoir détenu le rang de kouropalates (curopalate) et avoir exercé la fonction de « drongaire de la garde », titre qui, aux environs de 1030, se référait au juge en chef du plus important tribunal de Constantinople. Il occupa également le poste d’éparque (préfet) de Constantinople avec rang de « proèdre ». Il se retira probablement de la fonction publique entre 1092 et 1094 pour se consacrer à ses travaux littéraire. Il est mort au début du XIIe siècle. Skylitzès se décrit lui-même comme résumant les « Histoires » rédigées par divers prédécesseurs, résumant ou paraphrasant ceux-ci et rapportant leurs jugements sur les personnages impliqués. Si on peut lui reprocher un manque d’originalité, le grand mérite de cette façon de procéder est de porter à notre connaissance sans y apporter de changements majeurs un grand nombre d’œuvres dont plusieurs ne sont pas autrement parvenues jusqu’à nous, constituant ainsi la source la plus complète que nous possédions sur ces deux siècles et demi.
- Son œuvre :
  - « Synopsis Historion ». Dans cette chronique, Skylitzès a voulu rédiger non pas une simple chronique comme la « Chronographie » de Psellos, ou un panégyrique tendancieux comme la « Vie de Basile » de Genesios, mais une histoire générale couvrant la période allant de la mort de Nicéphore Ier en 811 à la destitution de Michel VI en 1057.
  - « Skylitzes continuatus » ou « Épitomé des Histoires » (Ἐπιτομὴ ἱστορίας). Cette deuxième version du « Synopsis Historion » aurait été complétée après 1101 et parut vraisemblablement en 1105. Contrairement à la première, elle emprunte beaucoup à l’« Histoire » de Michel Attaleiates et à la « Chronographie » de Psellos et poursuit le fil des évènements jusqu’en 1079/1080[84].

- Jean Zonaras (Ἰωάννης Ζωναρᾶς ; fin du XIe, mort vers 1160). Chroniqueur, canoniste et théologien byzantin. Fils de bonne famille il exerça des fonctions militaires (megas droungarios tès viglas) et civiles (protasekretaris) sous Alexis Ier. Après avoir servi comme chef de la garde personnelle de l’empereur, il se retira en 1118 au monastère de Sainte-Glykeria où il écrivit une chronique de l’histoire universelle depuis la création du monde jusqu’en 1118. Canoniste de renom et théologien, il rédigea des cmmentaires sur les constitutions apostoliques et les pères de l'Église.
- Son œuvre :
  - Epitomé historion (Ἐπιτομὴ ἱστοριῶν), chronique de l’histoire du monde de la Création à 1118.
  - Commentaires estimés sur les Canons des apôtres, des conciles, et sur les Epures canoniques des papes.
  - Divers traités ou discours dans le Jus grœco-romanum.
  - Hymne en l'honneur de la Vierge mère de Dieu, dans laquelle il montre son attachement à la doctrine orthodoxe de la procession du Saint-Esprit.
  - Lexique[85].

- Anne Comnène (Άννα Κομνηνή ; XIe – XIIe siècles). Historienne, fille de l'empereur byzantin Alexis Ier Comnène et d'Irène Doukas. D’abord fiancée à Constantin Doukas pour créer des liens entre la dynastie des Comnènes et celle des Doukas qui l’avait précédée, elle épousa à la mort de celui-ci Nicéphore Bryenne, fils d’un général vaincu par Alexis Ier. Après avoir comploté pour installer son mari sur le trône, elle fut forcée par son frère Jean de se retirer au monastère Marie-Pleine-de-Grâces où elle mourut religieuse. Intellectuelle, elle avait reçu une formation poussée en philosophie, rhétorique et mathématiques. Elle écrivit à la mémoire de son père une œuvre où elle fit l’apologie d’Alexis Ier Son style est celui du grec attique, rempli de mots rares, d'allusions aux grands auteurs et de réminiscences classiques ; une paraphrase de l’Alexiade parut en langue vernaculaire.
- Son œuvre :
  - L’Alexiade. Œuvre en 15 livres consacrés principalement aux guerres conduites par Alexis Ier contre les Normands et les Turcs ainsi qu’aux relations du basileus avec les Croisés[86].

- Georges Pachymère (Γεώργιος Παχυμέρης ; XIIIe – XIVe siècles). Historien et auteur d’œuvres diverses. Né à Nicée où sa famille s’était réfugiée après la chute de Constantinople aux mains des croisés, il revint dans cette ville pour y poursuivre ses études de droit avant d’entrer en religion. Il fut premier juge ecclésiastique de Sainte-Sophie (πρωτέκδικος) et juge civil (δικαιοφύλαξ) avant d’enseigner à l’école patriarcale. La partie historique de son œuvre est une histoire des règnes de Michel et d’Andronic Paléologue qui couvre la période 1260-1308, mettant l’accent sur les controverses religieuses qui divisaient l’empire à ce moment. Son style archaïsant est difficile à comprendre.
- Son œuvre :
  - Histoire (Χρονική συγγραφή). Écrite en treize volumes, elle couvre les règnes de Michel et d’Andronic Paléologue et décrit avec réalisme la situation pathétique de l’empire moribond.
  - 13 Meletai ou exercices de rhétorique sur des thèmes de nombreuses fois rebattus de la sophistique.
  - Quadrivium : ouvrage en quatre parties portant sur l’arithmétique, la musique, la géométrie et l’astronomie au Moyen Âge.
  - Résumé de la philosophie d’Aristote.
  - Une paraphrase du Pseudo-Denys l'Aréopagite.
  - Des poèmes.
  - Une autobiographie.
  - Une description de l’Augusteum et de la colonne dressée par l'empereur Justinien dans l'église Sainte Sophie pour commémorer ses victoires sur les Perses[87].

- Georges Sphrantzès (Γεώργιος Φραντζής ; XVe siècle). Homme de cour, diplomate et historien, secrétaire de Manuel II. Il suivit la carrière des honneurs et devint protovestiaire en 1432. Préfet de Mistra en 1446 et Grand Logothète, il fut fidèle jusqu’au bout au dernier empereur de Byzance pour lequel il accomplit plusieurs missions diplomatiques chez les Turcs, en Géorgie, à Trébizonde, en Morée et dans les Îles Égée. Fait prisonnier par les Turcs, il parvint à s’enfuir et se réfugia à Mistra à la cour de Thomas Paléologue, despote de Morée. Après la chute du despotat, il se réfugia à Corfou où il rédigea ses chroniques. Fait surprenant chez un historien, son style est plutôt populaire et contient de nombreux mots turcs et italiens.
- Son œuvre :
  - Chronicon Minus. Chronique des évènements qui se sont déroulés de 1413 à 1477, basée sur son journal personnel. On considère de nos jours que la version couvrant l’ensemble de l’histoire de la dynastie des Paléologue et intitulée Chronicon Maius est une compilation du XVIe siècle que l’on doit au métropolite de Monemvasia, Makarios Melissenos[88].

#### L’hagiographie
L’hagiographie, c'est-à-dire la rédaction de vie de saints dans un but d’édification, apparut très tôt dans la littérature byzantine et obéissait déjà au IVe siècle à un schéma obligatoire où se reconnaissait l’influence des rhéteurs : se succédaient invariablement titre du livre, parents, naissance et nom du saint, sa consécration dès la naissance, sa situation de fortune, ses exploits d’ascète, son histoire, les signes précurseurs de sa mort, ses miracles et une conclusion comportant souvent des comparaisons avec les héros de l’Ancien Testament et du Nouveau Testament. Écrites pour la plupart par des moines soucieux de rappeler la mémoire des ascètes qui avaient fait la réputation de leur ordre, elles avaient pour but l’édification des fidèles et la création d’un modèle de vie chrétien. Dans les premiers siècles, l’accent de ces vies de saints est mis sur le rejet des valeurs propres à la civilisation urbaine ; le saint se retire en général dans le désert où il mène une vie entièrement soumise à la volonté divine.
Le genre atteint sa plus grande popularité aux VIe et VIIe siècles. Destiné à un vaste public, les textes utilisent une langue populaire et font une large place au merveilleux. Le plus ancien et le plus important hagiographe est Cyrille de Scythopolis, chroniqueur né vers 525 dont les sept biographies se distinguent par la fiabilité de leurs faits et dates. Léontios de Néapolis qui fut archevêque de Chypre au VIIe siècle a écrit deux vies de saints ; celle de Saint-Jean l’Aumônier se signale par son langage véritablement populaire.
Comme le reste de l’activité littéraire, ce genre disparut presque totalement au VIIIe siècle pour réapparaître, timidement d’abord au IXe siècle et atteindre une nouvelle popularité aux Xe et XIe siècles. Mais le genre s’est transformé entre-temps. L’ascète vivant au désert cède le pas au fondateur de monastère et le saint réintègre la vie de la cité où il joue souvent un rôle politique important. Le merveilleux disparaît au profit du mystique. Si l’hagiographie populaire subsiste, on retourne à des formes plus littéraires et le genre se concentre sur la vie monastique. À partir du XIIe siècle, les intellectuels porteront des jugements plus réservés sur l’image que l’on associait à ces saints et le genre se fait plus rare.
On peut distinguer trois sous-genres d’hagiographie : le martyron ou narration du jugement, de la condamnation et de l’exécution d’un martyr, la vita, ou biographie d’un(e) saint(e) et l’ apophtegmeta patrum, une collection de paroles profondes prononcées par des ermites. S’y ajouteront au VIIe siècle les miracles réalisés par un saint après sa mort.

##### Quelques auteurs
- Cyrille de Scythopolis. Moine et hagiographe. Né vers 525 à Scythopolis (aujourd’hui Beïsân / Bêt Shéân en Israël), Cyrille rencontra saint Sabas qui eut une influence décisive sur sa vocation. Il devint moine en 543 et partit pour Jérusalem où il rencontra saint Jean Hésychaste dont il devait écrire la biographie plus tard. En 544, il entra au monastère de Saint-Euthyme où il commença son travail de biographe. En 557, il s’installa au monastère de la Grande Laure de Sabas où il mourut peu après. Cyrille écrivit un grand nombre de vie de saints dont Sabas, Abraham, Kyriakos, Théodosios et Théognios. Son but était vraisemblablement d’établir un corpus des saints de Palestine et de démontrer le lien existant entre le désert et la sainteté.
- Son œuvre :
  - Vie des moines de Palestine[91].

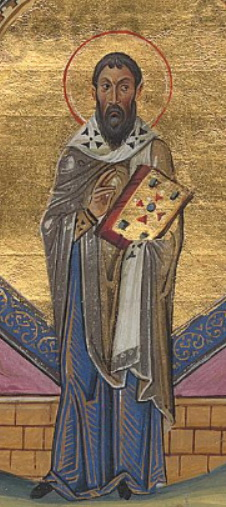
Sophrone de Jérusalem.

- Sophrone de Jérusalem (Σωφρόνιος) Patriarche de Jérusalem. Sophrone de Jérusalem. Né à Damas vers 560, il y enseigna la rhétorique. Devenu moine, il visita nombre de monastères en Égypte, Palestine et à Rome, avant de retourner à Jérusalem et de s’établir au monastère de Théodose vers 619. Après avoir défendu les positions adoptées lors du Concile de Chalcédoine, il devint patriarche en 634. Il dut négocier la reddition de Jérusalem avec le calife Oumar Ier en 637.
- Son œuvre :
  - Lettre synodale. Écrite à l’occasion de son élévation au patriarcat, elle constitue un exposé de la doctrine de Chalcédoine.
  - Encomium[N 6] des saints Jean anargyre et Cyr d'Alexandrie.
  - Biographie de son ami Jean Eleemon.
  - 23 poèmes sur des thèmes divers comme le siège de Jérusalem.
  - Sermons à la défense du Concile de Chalcédoine et écrits contre le monothélisme.
  - Divers textes liturgiques dont la Bénédiction de l’eau le jour de l’Épiphanie[92].

- Ignace le Diacre. Moine et écrivain. Né vers 770. Élève et collaborateur du patriarche Tarèse, Ignace fut ordonné diacre et devint skeuophylax[N 7]. Après la déposition de celui-ci, il prit le parti des iconoclastes et devint métropolite de Nicée. Il regretta par la suite cette prise de position et se fit moine au Mont Olympe. Son œuvre, d’une rhétorique quelque peu grandiloquente, traduit son attachement aux anciens, notamment Sophocle et Euripide.
- Son œuvre :
  - Vies de Tarèse et du patriarche Nicéphore Ier.
  - Odes funèbres, lettres.
  - De nombreux poèmes comme les vers sur Adam (dialogue entre Adam, Ève et le serpent); poèmes sur Lazare et l’homme riche[93].

- Syméon Métaphraste (aussi appelé Syméon le logothète ; Συμεὼν ὁ Μεταφραστής). Écrivain et fonctionnaire. Né à Constantinople sous le règne de Léon VI (886-912). Appartenant à une grande famille aristocratique, il devint haut fonctionnaire sous Constantin VII Porphyrogénète et servit sous ses trois successeurs. Chef de la chancellerie impériale sous Romain II Lécapène, il fit partie du conseil de régence qui gouverna l’empire à la mort de celui-ci. Il rédigea certains édits de Nicéphore II Phocas et fut nommé magistros sous Jean Tzimiskes avant de devenir logothète du drome, sorte de ministre des Affaires étrangères. Tombé en disgrâce, il se retira dans un monastère où il écrivit ses principales œuvres religieuses. Il mourut vers 987.
- Son œuvre :
  - Le ménologe métaphrastique. Un ménologe est une collection de vies de saints disposées dans l’ordre du calendrier liturgique. Constantin VII, désireux de créer « une culture officielle » avait lancé de vastes entreprises encyclopédiques – historiques, juridiques, grammaticales, etc. Il chargea Syméon de la rédaction du ménologe à une époque où les vies de saints n’étaient plus guère lues, leur style portant plutôt à la dérision qu’à l’édification. Syméon choisit parmi les vies de saints syriaques ou coptes, les plus susceptibles de figurer au ménologe, les fit traduire, puis les « métaphrasa », c’est-à-dire que, tout en respectant les données historiques, il rajeunit la langue, omettant les mots trop crus ou démodés, et donnant à l’ouvrage une dimension littéraire (c’est-à-dire rhétorique) qu’elle n’avait pas auparavant. À ces textes, il en ajouta d’autres écrits de sa propre main.
  - Syméon a également laissé une « Chronique », quelques lettres, un poème sur la mort de Constantin VII et divers écrits religieux, hymnes et prières toujours utilisés dans la liturgie orthodoxe[94].

- Eustathe de Thessalonique (Εὐστάθιος Θεσσαλονίκης). Évêque et érudit. Né vers 1115, il fut éduqué à Constantinople et travailla comme secrétaire avant de devenir diacre de la cathédrale de Sainte-Sophie vers 1156. Il enseigna la grammaire, la rhétorique et la philosophie à l’École patriarcale et fut nommé en 1174/1175 grand sacellaire du patriarcat et maître des rhéteurs. L’empereur Manuel Ier le nomma évêque de Myre et métropolite de Thessalonique, poste qu’il occupa jusqu’à sa mort en 1195/1196. Il fut témoin de la chute de Thessalonique en 1185 aux mains de Guillaume II de Sicile. On le considérait comme l’homme le plus savant de son époque. Ses écrits délaissent l’abstraction traditionnelle pour présenter les faits historiques au moyen de petits détails vivants où percent l’ironie et le sarcasme.
- Son œuvre :
  - Vie de Philotheos d'Opsikion. Contrairement à l'opinion répandue à cette époque, il y soutient que les idéaux de la vie séculière peuvent être plus nobles que ceux des ermites.
  - Commentaires sur l’ensemble des poèmes homériques et sur l'œuvre de Denys le Pénégète ainsi qu’une introduction à Pindare.
  - Histoire : « Récit de la prise de Thessalonique ».
  - De nombreux discours, sermons et 73 lettres recensées[95].

- Jean Tzétzès (Ιωάννης Τζέτζης). Poète et grammairien. Né vers 1110, il vécut assez pauvrement à Constantinople de son métier d’écrivain. Obligé de vendre sa bibliothèque pour survivre, il dut par la suite se fier à sa mémoire qui était remarquable puisqu’il cite plus de 400 auteurs anciens dans son œuvre. Tout comme son collègue, Prodromos, il fait partie des poètes « populaires » de la deuxième période. On ne lui doit qu’une œuvre hagiographique.
- Son œuvre :
  - Livre d’histoires, connu sous le nom de Chiliades. Recueil de 12 674 vers rappelant divers faits littéraires, historiques et théologiques se distinguant surtout par l’étalage de l’érudition de l’auteur tout en décrivant de façon réaliste et humoristique diverses scènes de la vie quotidienne.
  - 107 lettres adressées à divers personnages, souvent imaginaires,
  - Nombreux commentaires sur Homère (Allégories sur l’Iliade et l’Odyssée, Exégèse, Antehomerica, Homerica et Posthomerica).
  - Vie de sainte Lucie, qui semble faire allusion aux guerres menées contre une coalition de Normands, Hongrois et Russes[96].

- Grégoire II de Chypre (Γρηγόριος ὁ Κύπριος). Patriarche de Constantinople. Né à Chypre en 1283 dans une famille noble mais appartenant à la classe moyenne. Après avoir tenté en vain de s’instruire dans une école latine de Chypre, déjà aux mains des croisés, il se dirigea vers Nicée où il étudia sous Georges Acropolite. Il déménagea à Constantinople après la reconquête où il enseigna. Devenu patriarche en 1283, il refusa d’accepter la clause du « filioque » et l’union des Églises occidentale et orientale. Il dut démissionner en 1289. Grégoire joua un rôle important dans le renouveau du XIIIe siècle et son autobiographie (genre nouveau pour l’époque) nous donne une bonne idée de la toile de fond culturelle et scolaire de l’époque.
- Son œuvre :
  - Théologie : Tomos pisteos (Livre de la foi) ; réfutation de la position latine sur le Filioque.
  - Autobiographie : Diegesis merike ; rédigée pour servir de préface à sa collection de lettres.
  - Hagiographie : Plusieurs vies de saints.
  - Éloges, déclamations, correspondance[97].

#### Récits apocryphes
sLe goût pour le merveilleux, déjà noté dans les chroniques et l’hagiographie, conduisit surtout dans les premiers siècles de l’Église chrétienne, à la production d’œuvres dites apocryphes (άπόκρυφα, litt. « [livres] cachés ou rejetés) qui, tant par leur forme que par leur contenu, ressemblent à des livres de l’Ancien ou du Nouveau Testament, mais ne sont pas reconnus par les Églises comme inspirés par Dieu. Ils peuvent développer ou imaginer le détail de faits contenus dans les Écritures ; certains furent écrits pour justifier l’une ou l’autre des doctrines hérétiques qui se multiplièrent dans l’Église primitive.
Écrits généralement en syriaque et en arabe, ils furent ensuite traduits en grec et font partie de la littérature populaire. Pour le Nouveau Testament, on peut distinguer les évangiles apocryphes (Protoévangile de Jean, Évangile de Thomas, Histoire de Joseph le Charpentier) des actes apocryphes se rapportant à la vie des apôtres (Pseudo-Clementinae qui rapporte les voyages des apôtres Pierre, Paul, André, Jean et Thomas ; l’histoire de l’apôtre Thaddée).
Ainsi, le Protoévangile de Jacques, intitulé au départ Nativité de Marie, Révélation de Jacques ou Évangile de Jacques, fut écrit dans la seconde moitié du IIe siècle; il traite de la jeunesse de la Vierge Marie, de ses fiançailles avec Joseph et de la naissance de Jésus de Nazareth. Son but était sans doute de lutter contre la théorie selon laquelle Marie aurait conçu Jésus à la suite d'une relation adultérine avec un soldat romain du nom de Panthère. Les quelque 140 manuscrits en grec existant encore aujourd’hui témoignent de sa popularité.
Toutefois, les écrits apocryphes furent davantage populaires dans la littérature slave, caucasienne et orientale que dans la littérature byzantine où ils étaient sévèrement jugés par la hiérarchie ecclésiastique.

#### Romans en prose

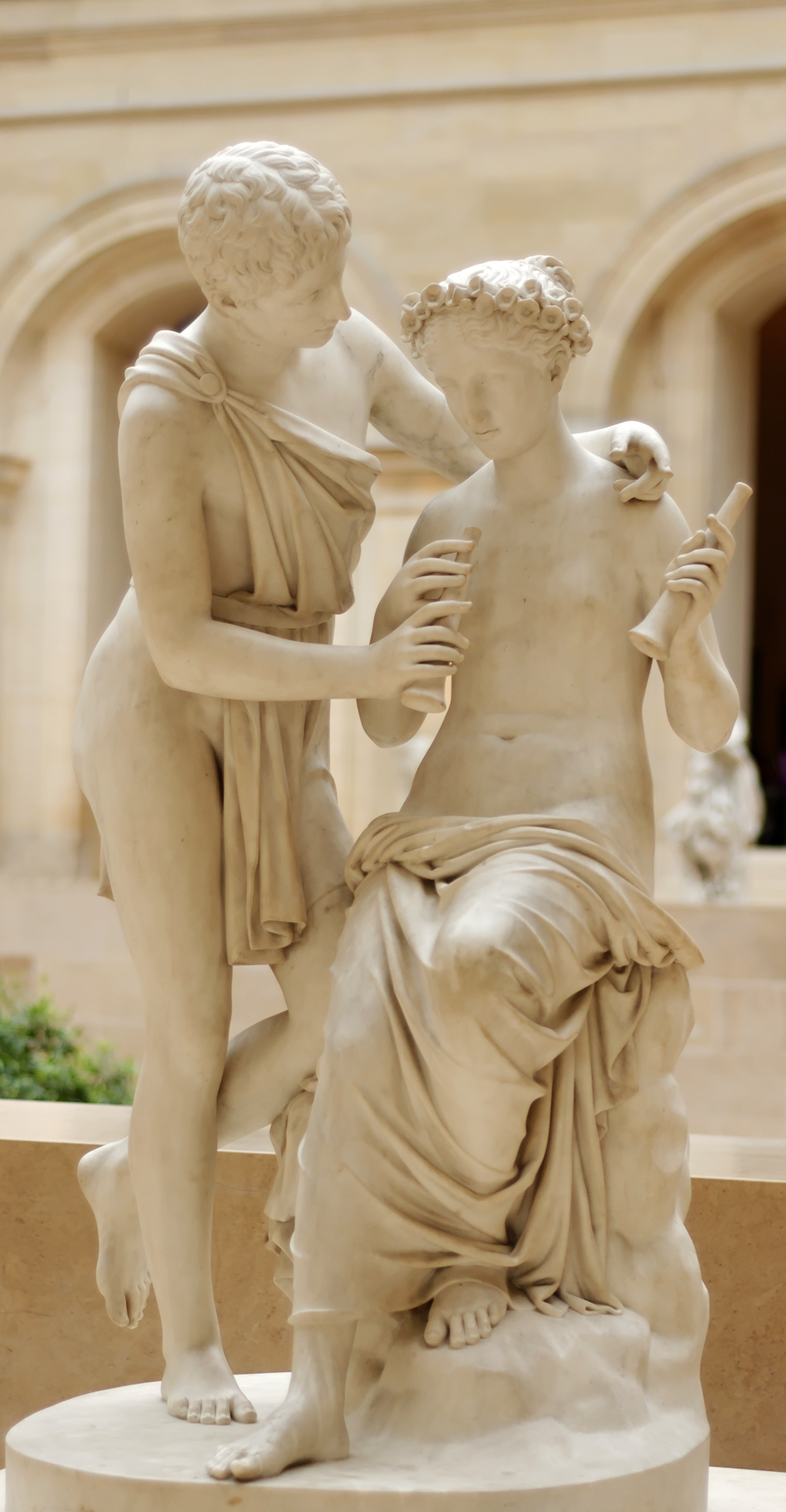
Daphnis et Chloé d'après une sculpture de Jean-Pierre Cortot (1824), Musée du Louvre.

À côté des romans en vers, très populaires à Byzance, comme Cyprien d’Antioche que l’on doit à l’impératrice Eudocie (c. 400-460), on retrouve dès la fin de l’Antiquité, des romans d’aventures racontant les amours difficiles de jeunes couples en butte à nombre de difficultés mais parvenant à triompher de l’adversité grâce à de puissants protecteurs.
Ainsi, au IIe siècle, Achille Tatius, grec d’Alexandrie, qui se serait converti au christianisme à la fin de sa vie et serait devenu évêque, écrivit l’Histoire de Leucippé et de Clitophon, l’une de ses nombreuses histoires amoureuses en huit livres. Datant probablement du Ier siècle apr. J.-C. et divisé en huit livres, le roman raconte les aventures d'un couple de jeunes gens originaires de Tyr et de Byzance notamment en Égypte et en Asie Mineure.
Héliodore d'Émèse , écrivain syrien de langue grecque qui vécut au IIIe ou IVe siècle, composa Les Éthiopiques ou Les amours de Théagène et de Chariclée. Divisé en dix livres, le roman raconte l’histoire d’une princesse éthiopienne, Chariclée, abandonnée par sa mère qui, après avoir été élevée à Delphes et être devenue prêtresse, rencontre un jeune Thessalien, Théagène lors des jeux gymniques d’Athènes. Quittant Delphes, les deux jeunes gens s’enfuient par la mer et sont jetés par une tempête en Égypte. Après mille aventures, ils se retrouveront en Éthiopie où l’origine princière de Chariclée finira par être reconnue et où les deux jeunes gens finiront par s’épouser.
De la même époque date Daphnis et Chloé, roman de Longus inspiré par la poésie pastorale. Il décrit les amours de Daphnis, enfant trouvé et jeune chevrier, et de Chloé, également bergère et enfant trouvée. Épris l’un de l’autre, ils ne pourront voir aboutir leur amour qu’au terme de nombreux rebondissements qui leur permettent de retrouver leurs parents naturels.

##### Barlaam et Joasaph
L’inspiration orientale de ces romans se retrouve dans une œuvre dont ni l’auteur et ni la date ne sont certains, Barlaam et Joasaph. Écrit « pour le bien de l’âme », le récit, dont la trame développe les principes de la foi chrétienne et de ses avantages sur le paganisme, raconte comment le prince indien Joasaph est converti par un ermite et comment il parvient par la suite à convertir son propre père. Il s’agit d’une adaptation chrétienne de la conversion d'un disciple de Siddhartha Gautama, fils d’un prince puissant et enfermé par celui-ci dans son palais pour qu’il ne soit pas en contact avec les laideurs du monde. Étant parvenu à s’enfuir, Gautama rencontre la vieillesse, la maladie et la mort, expérience qui, dans le désert où il mène une vie d’ascète, lui permet d’atteindre l’illumination.

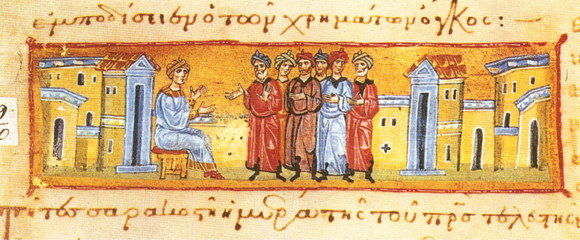
Enluminure d'un manuscrit du XIIIe siècle montrant Joasaph (ou Josaphat) annonçant son départ.

Plusieurs traits représentés dans l’histoire comme Le rossignol et le chasseur ou L’homme fuyant la licorne, permettent de croire que la légende indienne serait arrivée en Occident par la Perse et aurait été traduite en grec à partir d’une version géorgienne, exécutée par Euthyme, moine d’Iviron.
La popularité de ce récit est attestée par le fait que Jean VI Cantacuzène et plusieurs membres de la dynastie serbe des Nemanja adopteront le prénom de Joasaph et seront représentés comme les héros de l’histoire à Studenica (Istok) et Gracanica.

#### Pamphlets et satire
Qu’elle soit en vers ou en prose, la satire qui avait joui d’une grande popularité dans l’Antiquité classique trouva un nouveau souffle dans la littérature byzantine du XIe siècle tout en demeurant un genre mineur, qu’elle prenne la forme de parodies ou d’allégories. Elle n’épargna ni les grands, ni le clergé, ni même le basileus. Certains empereurs, comme Théodore II Lascaris y auront recours pour se moquer de leurs sujets trop obséquieux.
Comme d’autres genres, elle imita régulièrement les auteurs anciens, en particulier Lucien qui était très admiré à Constantinople. C’est le cas par exemple d’un dialogue, intitulé Philopatris longtemps attribué à Lucien, mais dont le véritable auteur demeure inconnu. Il se présente sous la forme d’une discussion sur les mérites du christianisme et du paganisme entre un païen converti, Trephon, et son ami Critias encore païen. L’auteur en profite pour faire allusion à des évènements qui se sont probablement passés sous le règne de Nicéphore II Phocas (963-969) lequel s’était attaqué aux propriétés de l’Église pour financer ses guerres contre les califes fatimides, les Rus et les Bulgares. Il en va de même du Timarion qui date du XIIe siècle et qui décrit la descente aux enfers d’un certain Timarion que l’on a cru mort, à tort. La description du royaume des morts permet de tracer le portrait des mœurs de l’époque et de divers personnages comme l’empereur Théophile (829-842) et Michel Psellos.
Certaines satires utilisent des animaux pour faire le procès de la société, comme le Poulologos et Synaxarion de l’honorable âne (tous deux en vers), alors que d’autres utilisent des fruits dans le même but. Dans le Porikologos, le Raisin est mené devant l’empereur Coing dont les aides sont le protostrator Pêche et le césar Arachide, etc. ; on y a vu une satire du système juridique et du cérémonial de la cour de l’époque. L’Opsarologos, de date et d’auteur inconnus, est également une satire du système juridique dans laquelle le roi Baleine préside une cour où comparait le Maquereau, accusé de conspiration.

##### Quelques auteurs
- Théodore Prodrome (Θεόδορος Πρόδρομος). Poète à la cour d’Irène de Hongrie et de Jean II. Né à Constantinople vers 1100, il mit à la mode le genre panégyrique créé par Nicolas Kalliklès. Dans son œuvre, il parodie la tragédie classique en se moquant des vicissitudes de la vie quotidienne de son temps. Ayant perdu son poste de poète lauréat à la mort de Jean II, il se retira à l'église des Saints-Apôtres et devint moine sous le nom de Nicolas.
- Son œuvre :
  - Rodanthe et Dosikles, imitation des Éthiopiques d’Héliodore (voir plus haut), tout en reflétant les réalités et les aspirations politiques de son propre temps.
  - Katomyomachia (La guerre du chat et de la souris). Traité burlesque parodiant les tragédies grecques antiques tout en faisant allusion à des situations de son époque.
  - Amarantus ou Les amours d’un vieillard. Dialogue satirique[105].

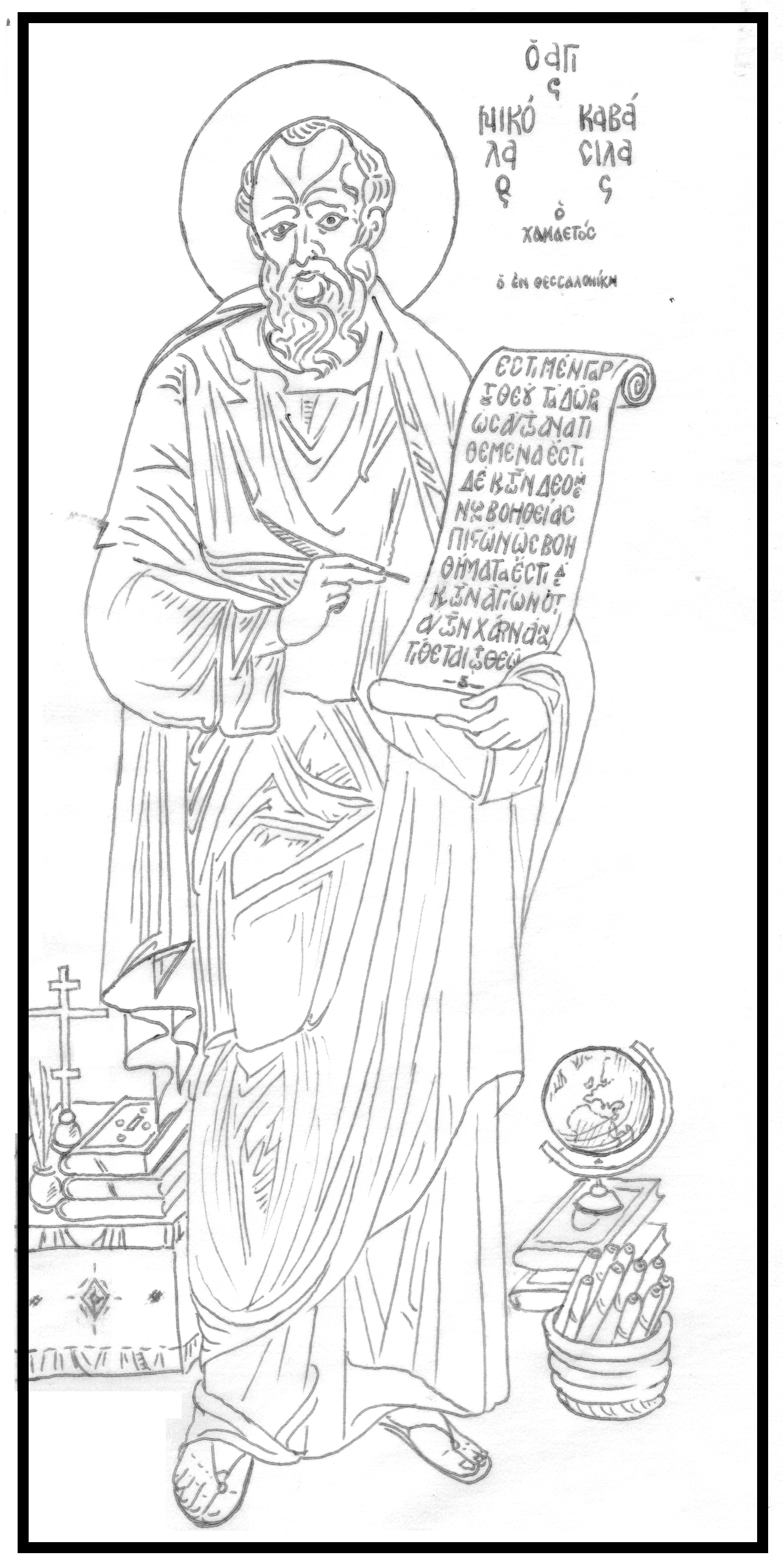
Nicolas Cabasilas.

- Nicolas Cabasilas (Νικόλαος Καβάσιλας). Théologien laïc, né en 1322 à Thessalonique, mort en 1397. Nicolas Cabasilas. Durant la guerre civile entre Jean V Paléologue et Jean Cantacuzène, il participa à une ambassade auprès de Manuel Cantacuzène pour négocier la reddition de la ville. Mais les « zélotes » opposés à cette reddition provoquèrent une rébellion contre l’aristocratie. Cabasilas échappa de peu à la mort et parvint à s’enfuir pour se réfugier à Constantinople. S’étant lié d’amitié avec Grégoire Palamas il passa un an avec lui au mont Athos. Il se retira de la vie politique lorsque Jean V Paléologue parvint à détrôner Jean Cantacuzène. Laïc, il continua toujours à entretenir des liens avec de nombreux monastères de la capitale.
- Son œuvre :
  - Cabasilas est surtout connu pour ses traités contre l’usure et l’injustice sociale.
  - La vie en Christ et L’explication de la divine liturgie, ouvrages de piété.
  - Nombreuses homélies et panégyriques profanes de souverains.
  - Pamphlet contre les élucubrations de Nicolas Grégoras. Spécimen de querelle entre deux érudits dans lequel Cabasilas se moque de son adversaire, de ses névralgies, de sa manie de citer pêle-mêle les auteurs anciens, des airs de prophète qu’il se donne en citant les oracles chaldéens et des appareils astronomiques dont il remplissait sa maison pour se donner des airs savants[106].

### La poésie

#### Musique et poésie
Tout comme la littérature en prose était destinée à être déclamée davantage qu’à être lue, la poésie était à l’origine chantée. La musique précédait souvent le texte et ce n’est qu’au IXe siècle que l’on commença à mettre des textes modernes sur des mélodies anciennes. Cette musique ne privilégiait pas l’harmonie mais la mélodie et le rythme en s’accompagnant de la flute ou la lyre. Le vers devant se plier à la mélodie, il en est résulté de nombreuses fautes de versification, attribuables souvent toutefois aux copistes ultérieurs.
La poésie ne servait du reste souvent que de procédé mnémotechnique commode pour mieux retenir toutes sortes de sujets que ce soit l’histoire, le droit ou l’Écriture Sainte. Il n’est guère surprenant dès lors qu’elle ait fait l’objet de nombreux jugements négatifs sur son « manque de souffle poétique et de toute émotion sincère ».

#### Poésie religieuse
Dès ses tout débuts, l’Église chrétienne avait incorporé la poésie dans sa liturgie sous forme d’hymnes ou de courtes strophes (troparia, sing. troparion) qui avaient pour structure le chant alterné (antiphone). Les troparia furent remplacées à partir du VIe siècle par des poèmes rythmés plus élaborés, appelés kontakia (sing. kontakion). Exhortations basées sur un passage de la Bible ou un épisode de vie de saint, ceux-ci pouvaient comporter jusqu’à 22 strophes, toutes composées sur le même modèle et se terminant par un court refrain (efumnion). Le plus grand compositeur fut sans doute Romain le Mélode. Les troparia, par leurs origines païennes et leurs structures qui s’intégraient mal à la liturgie furent remplacés au siècle suivant par des kanones (sing. kanon), chants liturgiques plus amples pouvant comprendre huit ou neuf odes de plusieurs strophes, chacune ayant son propre rythme et forme mélodique. Plutôt qu’une exhortation, le kanon se voulait un hymne de louange. Les compositeurs les plus réputés furent André de Crète, Jean Damascène, Théodore Studite et Jean Mavropous. Même si de nouveaux canons furent écrits comme exercices de style après le XIe siècle, ils cessèrent d’être intégrés à la liturgie. Bien qu’encore teintée de rhétorique, la poésie religieuse se rapprochait davantage de la langue vernaculaire que de la langue officielle. La musique qui accompagnait tant les kontakia que les kanones a disparu.

##### Quelques auteurs
- Romain le Mélode (Ῥωμανὸς ὁ Μελωδός ; VIe siècle), hymnographe et poète byzantin. Né dans une famille juive de Syrie vers 493, il fut ordonné diacre à Beyrouth avant de s’établir à l’église de la Théotokos de Constantinople où, dans une apparition, la Vierge lui aurait transmis le don de la poésie sacrée. Il aurait composé plus de 1000 kontakia, mais seules 89 sont parvenues jusqu’à nous. Il serait mort vers 555. Ses hymnes reprennent généralement des histoires de l’Ancien ou du Nouveau Testament ou encore des épisodes de vies de saints, quoiqu'il lui arrive de traiter de thèmes contemporains comme celle « Sur les tremblements de terre et le feu » qui rappelle la révolte de Nikè. Contrairement au style adopté par ses successeurs, le sien est simple et le système tonique remplace le mètre hellénique.
- Son œuvre :
  - Acathiste à la Mère de Dieu, hymne à la Vierge pour avoir sauvé Constantinople des barbares[111].

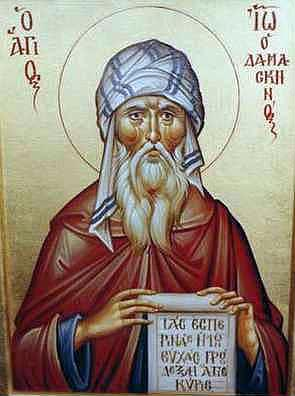
Jean Damascène fut avec son frère Comas un hymnographe prolifique.

- Jean Damascène (Jean Manssour ou Jean de Damas, dit Jean Damascène ; en grec : Ιωάννης Δαμασκήνος, en arabe : سرجون التغلبي), théologien et père de l’Église. Jean Damascène fut avec son frère Comas un hymnographe prolifique. Il est né vers 676 dans une grande famille d’origine arabe de Damas. Après avoir servi le calife comme ministre, il se retira du monde après une dispute avec l’empereur Léon III, favorable aux iconoclastes, et se retira à la laure de saint Sabas en Palestine. Il mourut le 4 décembre 749. Frappé d’anathème après sa mort, par le concile iconoclaste de Hiéreia, il fut mis au rang des docteurs de l’Église catholique par le pape Léon XIII. Son frère, Comas, fut également un hymnographe réputé.
- Son œuvre :
  - Pege gnoseos (La fontaine de la Connaissance). Cette somme comprend trois parties : une introduction, une réfutation des doctrines hérétiques, y compris l’Islam et l’iconoclasme et une exposition de la Foi orthodoxe traitant de Dieu, de la Création, de l’Incarnation, des sacrements, etc.
  - Traité contre ceux qui décrient les saintes images. Traité écrit en réaction à l’édit de Léon III interdisant le culte des images. Jean composa plusieurs ouvrages à la défense des icônes dont il proposa une classification en six groupes[112].

- Théodore Studite (ou le Studite, c'est-à-dire moine du Stoudion, monastère de Constantinople), théologien et réformateur monastique. Né en 759 dans une famille de très hauts fonctionnaires (père sans doute sacellaire, ministre des finances), il reçut une éducation soignée. Son oncle, Platon, persuada l’ensemble de la famille d’embrasser la vie religieuse. Théodore devint son bras droit au nouveau monastère de Sakkoudion qu’il avait fondé. Ordonné prêtre en 794, il remplaça son oncle comme higoumène du monastère. Il entra en conflit avec plusieurs empereurs successifs sur des motifs divers, que ce soit le mariage illégitime de l’empereur Constantin VI, la réhabilitation du prêtre Joseph sous Nicéphore Ier, ou le rétablissement de l’iconoclasme sous Léon V. Il devint durant ce conflit l’âme dirigeante des iconodoules. Exilé à Smymes en Anatolie, il tenta avec un succès très mitigé d’obtenir du successeur de Léon V le retour à la vénération des images. Il passa ses dernières années dans la péninsule de Saint-Tryphon près de Chalcédoine, puis dans l’ile de Prinkipo où il mourut en 826[113].
- Son œuvre :
  - Petite Catéchèse et Grande Catéchèse : deux séries d'homélies monastiques.
  - Épigrammes : 124 poèmes sur des sujets variés.
  - Lettres : 560 conservées, chronologiquement de 796 à 826.
  - Oraisons funèbres de sa mère Théoctiste et de son oncle Platon.
  - Panégyrique de saint Théophane le Confesseur.
  - Louange de l'apôtre Barthélémy.
  - Nombreux hymnes liturgiques et homélies.
  - Testament, en fait instructions pour un supérieur de monastère[113].

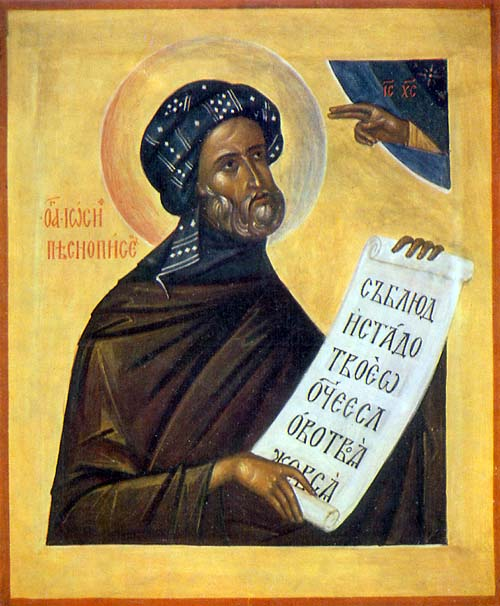
Joseph l'Hymnographe (v. 816-886).

- Joseph l'Hymnographe (Ίωσὴφ ό ὑμνογράφος), moine et poète religieux. Joseph l'Hymnographe (v. 816-886). Né en Sicile (probablement à Palerme) en vers 816, il dut s’enfuir avec sa famille lorsque les musulmans s’emparèrent de l’ile. Établi dans le Péloponnèse, il entra au monastère de Tou Latomou où il travailla comme calligraphe. Il attira bientôt l’attention de Grégoire le Décapolite avec qui il partit pour Constantinople. Chargé d’une mission auprès du pape, il fut capturé par des pirates arabes et incarcéré en Crète. Libéré, il revint à Constantinople où il fonda le monastère de Saint-Bartholomée. Ayant appuyé le patriarche Ignace, il fut exilé en Crimée par le césar Bardas et par Photius. De retour à Constantinople en 867, il reprit la direction de son monastère avant d’être nommé sacristain (σκευοφύλαξ) de Sainte-Sophie.
Appartenant à l’école du Studite, il contribua à la transformation des canons de paraphrases plus ou moins vagues de l’Ancien Testament en cantiques dotés d’une unité de thème, lequel se développe à travers toutes les odes. Il réduisit le nombre de strophes du kontakion pour l’harmoniser avec la poésie acrostiche.
- Son œuvre :
  - Hymnographe le plus prolifique de Byzance, on lui attribue plus de 1000 canons, soit de 8 000 à 9 000 odes. Plusieurs centaines de canons portent le nom « Joseph » en acrostiche dans la neuvième ode. On lui attribue en grande part la mise en forme de la Paraklitiki ou livre liturgique de l’Église grecque contenant les offices liturgiques de tous les jours de la semaine[114].

- Jean Mavropous (ou Mavropous ; Ἰωάννης Μαυρόπους), poète, hymnographe et auteur de lettres et discours. Né en Paphlagonie autour de l’an 1000, il se rendit à Constantinople où il fonda vers 1028 une école supérieure que fréquentèrent les grands esprits de l’époque, comme Michel Psellos et Nicétas le Grammairien. Rhétoricien de la cour sous Constantin IX Monomaque, il tomba en disgrâce peut-être en raison de ses discours où la rhétorique était utilisée comme arme politique et fut nommé métropolite d’Euchaita d’où il écrivit de nombreuses lettres à Psellos pour être rappelé d’exil. Pendant cet exil, il se concentra sur des sujets religieux, écrivant de nombreux kanones et vies de saints. De retour à Constantinople, il finit ses jours vers 1070 au monastère de Hagia Petra.
- Son œuvre :
  - Mavropous rassembla une collection de ses propres œuvres que l’on retrouve dans le manuscrit Vaticano graeco 676. Ce document comprend 99 poèmes (épigrammes, poèmes polémiques et autobiographiques, oraisons funèbres en vers), 77 lettres et 13 discours dont le contenu est essentiellement religieux.
  - Nombreux canons liturgiques, annonçant le renouveau intellectuel de Byzance au XIe siècle[115].

#### Poésie profane
Bien que la poésie en langue populaire ait probablement existé depuis des siècles, c’est la capture de Constantinople par les Latins qui la libéra des contraintes des formes grammaticales, du contenu lexical et des références mythologiques auxquels elle avait été soumise et permit à l’imagination et à l’émotion de se manifester. Ainsi, à côté de l’épigramme et des panégyriques officiels qui se maintinrent, la satire et la parodie, la poésie didactique et exhortative jouirent d’un second souffle alors qu’apparut un genre nouveau, le poème de sollicitation dans lequel le poète se lamente sur son sort et demande aux puissants de l’aider à survivre, et que se renouvelait la poésie amoureuse des poètes alexandrins.
Nombreux sont les poèmes ou romans en vers postérieurs à la quatrième croisade qui reprennent par leur sujet le cycle de la Table Ronde. Ainsi, apparait dans une région occupée par les Français le poème de Belthandros et Chryzantza dont les personnages portent des noms tantôt français, tantôt grecs. Dans le Château d’Amour est enfermée une princesse qui sera délivrée par Belthandros. Mais si le poème rappelle un thème de la poésie provençale, le mariage des deux jeunes gens sera béni par le patriarche de Constantinople et le roi des Romains sera reçu par le roi d’Antioche. De la même façon, Phorios et Platziaphlora (Flore et Blanchefleur) écrit à la fin du XIVe siècle reprend la version italienne d’une légende provençale.
À côté de cette poésie chevaleresque se développent, en langue populaire, à partir du XIIe siècle des poèmes de genres variés : poèmes didactiques, satiriques ou lyriques, proverbes, contes, etc. On voit ainsi se dégager une poésie qui peut être à l’occasion de contenu assez cru et ressemble davantage à ce qui est produit en langue nationale en Occident qu'à ce qui s’était fait en langue savante grecque.
Qu’elle soit chevaleresque ou populaire, la poésie de l’époque emploie le « vers politique » (πολιτικός στίκος, litt. « vers de la cité », sous-entendu, » vers de mauvaise réputation ») un vers de 15 syllabes basé sur l’accent porté sur les mots plutôt que sur la longueur des voyelles comme c’était le cas auparavant. Chaque vers comporte une césure après la huitième syllabe et un accent obligatoire sur la quatorzième syllabe. Ce genre de vers apparut d’abord au VIe siècle et on en retrouve des traces dans certaines kontakia. On le retrouve encore de nos jours dans diverses chansons de folklore grecques.

##### Quelques auteurs
- Nonnos de Panopolis (Νόννος), poète grec, né en Égypte au Ve siècle. On sait très peu de choses sur sa vie, entre autres s’il s’agissait d’un auteur païen qui se serait converti au christianisme ou d’un auteur chrétien qui aurait été séduit par le paganisme.
- Son œuvre:
  - Dionysiaques. Recueil épique en deux groupes de 24 chants sur les légendes liées à Dionysos. Écrit selon les lois de la rhétorique en hexamètres classiques, ce panégyrique de Dionysos se veut en réalité un hommage à Homère.
  - Metabole meta Ioannou. Une paraphrase de l’évangile selon saint Jean écrite en hexamètres dactyliques[121].

- Georges de Pisidie (Γεώργιος Πισίδης), poète grec, ayant vécu dans la première moitié du VIIe siècle. Après avoir quitté sa Pisidie natale, il fut diacre de l’Église de Constantinople, exerçant les fonctions de sacristain (skeuophulax) et d'archiviste (chartophulax) de la basilique de Sainte-Sophie. Contemporain de l’empereur Héraclius, son œuvre porte surtout sur les exploits de celui-ci et sur la foi chrétienne.
- Son œuvre :
  - Huit œuvres versifiées, représentant environ cinq mille vers, et un texte en prose ont été conservés. Son poème sur la création est écrit en vers iambiques de douze syllabes, consistant généralement en trois paires de pieds comportant chacun une courte suivie d’une longue, vers fortement populaire au Xe siècle avant d’être remplacé par le vers politique[N 9].
  - De expeditione Heraclii imperatoris contra Persas : récit de la campagne d'Héraclius contre les Perses en 622.
  - Bellum Avaricum : récit du siège de Constantinople par les Avars en 626.
  - Heraclias ou De extremo Chosroae Persarum regis excidio : célébration des hauts faits de l'empereur Héraclius.
  - In sanctam Jesu Christi Dei nostri resurrectionem : exhortation à Flavius Constantin, fils et héritier d'Héraclius, pour qu’il marche sur les traces de son père.
  - Hexaemeron ou Opus sex dierum seu Mundi opificium : le plus long des huit poèmes, commentaire en vers des premiers chapitres de la Genèse, dédié au patriarche Serge Ier.
  - De vanitate vitae.
  - Contra impium Severum Antiochiae : dénonciation du monophysisme.
  - In templum Deiparae Constantinopoli in Blachernissitum : description de l'église Sainte-Marie des Blachernes.
  - Encomium in sanctum Anastasium martyrem : éloge en prose de saint Anastase le Perse, soldat de l'armée du roi Chosroès II, converti au christianisme[122].

- Jean Géomètre ou Kyriotès (Ίωάννης Γεωμέτρης), poète, soldat et moine, ayant vécu dans la deuxième partie du Xe siècle. L’une des principales figures de la Renaissance macédonienne. Ayant reçu une bonne éducation, il servit dans l’armée avant de se faire moine. Ayant vécu sous les règnes troublés de Nicéphore II Phocas (emp. 963-969), Jean Ier Tzimiskès (emp. 969-976) et les premières années de Basile II (emp. 976-1025), son œuvre contient de nombreuses allusions aux conflits entre Byzance d’une part, les Bulgares et les Rus’ d’autre part de même qu’aux révoltes de Bardas Skléros et de Bardas Phokas.
- Son œuvre :
  - Il produisit de nombreux épigrammes sur les guerres avec les Bulgares et les Rus’ dans lesquels il glorifie Nicéphore II, des progymnasmata[N 10], un ekphrasis[N 11] sur le chêne mettant en valeur l’amour d’une mère pour ses enfants, des hymnes et prières en l’honneur de la Vierge et des discours sur Grégoire de Nazianze et saint Panteléon. On lui attribue également le Paradeisos, une collection d’épigrammes monastiques[123].

- Jean Mavropous et Théodore Prodrome (voir plus haut).
- Manuel Philès, poète de la cour sous Andronic II Paléologue et Andronic III Paléologue. Ayant des liens avec la famille impériale, il participa à une ambassade chez les Tatares en 1293 pour négocier le mariage de Marie, fille d’Andronic II, au khan de la Horde d'or. Écrivain prolifique, il composa de nombreux poèmes en vers iambiques et en vers politiques.
- Son œuvre :
  - Poèmes sur la faune et la flore dont Sur les caractéristiques des animaux, deux poèmes didactiques sur les vers à soie.
  - Panégyrique en l’honneur de Jean Cantacuzène dans lequel il s’entretient avec des figures mythiques comme la Raison, la Vertu, la Vérité et la Modestie.
  - Épitaphe en l’honneur de membres de la famille impériale et de l’aristocratie.
  - Enkomion d’Andronic III.
  - Poèmes de sollicitation dans lequel il demande un cheval, une selle, des céréales, un manteau d’hiver, etc.
  - Ekphrasis sur diverses reliques et objets d’art[124].

### L’épopée

#### Digénis Akritas
La seule épopée appartenant véritablement à la littérature byzantine est celle des Exploits de Basile Digénis Akritas (habituellement appelée Digénis Akritas – Διγενέ Άκρίτας). Rédigée vraisemblablement du XIIe au XVe siècle en vers politiques, elle se présente aujourd’hui dans différentes versions qui attestent de nombreuses modifications au cours des ans, conséquence sans doute du fait qu’elle était récitée par des aèdes ambulants lors d’assemblées de nobles. Il existe six manuscrits grecs et une version slave (Devgenievo Dejanie). Certaines versions sont bien organisées et reflètent la pureté de langue byzantine de l’époque, alors que d’autres sont plus près de la langue vernaculaire et souffrent de différentes irrégularités sur le plan de la versification.

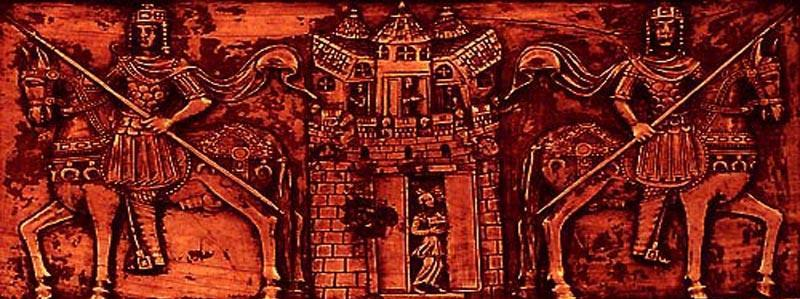
Plaque de métal médiéval représentant deux garde-frontières (akritès) inspiré sans doute par l'épopée Digénis Akritas.

L’épopée a pour sujet les luttes se déroulant aux frontières de Cilicie et de Cappadoce aux IXe et Xe siècles entre les gardiens des frontières (Akritai) d’une part, les Sarrasins d’autre part, auxquels il faut ajouter les Apélates, bandes de brigands vivant aux dépens des deux adversaires.
Elle se présente sous forme de huit chants divisés en trois parties qui diffèrent tant par le ton que par l’esprit. La première partie, qui inclut les trois premiers chants, est consacrée aux parents de Digénis Akritas et aux exploits du père de Digénis, l’émir d’Édesse qui enlève et épouse la fille du stratège Andronic Doukas. La deuxième partie, qui comprend les trois chants suivants, est consacrée aux exploits de Digénis qui finit par conquérir la bien-aimée Eudokia en dépit de la résistance acharnée de son futur beau-père (chant IV). Divers épisodes distincts composent les chants V (les amours de Digénis avec une jeune Arabe) et VI (Digénis se bat contre les Apélates qui veulent enlever Eudokia laquelle a entre-temps retrouvé son bien-aimé). La troisième partie (chants VII et VIII) nous montre le couple vivant heureux dans leur palais sur les bords de l’Euphrate où les seuls exploits de Digénis sont ses exploits à la chasse et sa mort tragique après un bain glacé au retour d’une de ces chasses.

#### Chronique de Morée
Il existe une autre épopée, la Chronique de Morée ou Livre de la Conquête (Χρονικόν τοΰ Μορεός). Mais si celle-ci se situe dans l’espace géographique de l’Empire byzantin, il s’agit en fait du récit de la conquête du Péloponnèse et de la fondation de la principauté de Morée écrit par un poète franc au XIVe siècle, lequel se rendant compte de l’hellénisation progressive des descendants des croisés veut rappeler à ceux-ci les hauts faits de leurs ancêtres. Elle n’a donc de grec que la langue et tient autant de l’histoire que de l’épopée alors que ses descriptions des mœurs féodales à la cour du prince de Morée lui donnent l’allure d’un poème chevaleresque.

#### La guerre de Troie
On peut également mentionner un poème anonyme du XIVe siècle, La Guerre de Troie (Διήγησις γεναμένη έν Τροία), traduction presque littérale du Roman de Troie de Benoît de Sainte-Maure. Genre d’Iliade byzantine, ce poème de 1 166 vers politiques non rimés écrit probablement au XIVe siècle se divise en trois parties, la première racontant les évènements ayant eu lieu avant la guerre se concentre sur l’enfance de Paris, la seconde les évènements survenus pendant la guerre elle-même et porte sur Achille alors que la troisième raconte les évènements après la guerre et le deuil d’Achille.

### Le théâtre religieux
Le théâtre tel qu’on le concevait dans l’antiquité comme forme de divertissement n’a pas survécu à Byzance où il était synonyme d’immoralité associée au paganisme. Toutefois quelques pièces furent écrites, prétextes à de longues déclamations qui servirent surtout aux polémiques entre théologiens, particulièrement à l’époque de l’iconoclasme. Une seule nous est parvenue : Le Christ Souffrant (Χριστός πάσχων) écrite vraisemblablement au Xe ou XIe siècle. Récit dialogué de la Passion avec deux demi-chœurs de Galiléennes, la pièce consiste en 2460 vers dont le tiers sont empruntés à Euripide, Eschyle et Lycophron. Le rôle principal est tenu par la Vierge qui exprime sa douleur tout au long du chemin de la croix.
Il s’agit toutefois d’un « théâtre savant » qui ne touchait guère le peuple pour qui existait un « théâtre religieux et populaire » un peu semblable aux « mystères » joués en Occident. Tout comme eux, il dérive des homélies et a pour cadre la liturgie où des interlocuteurs donnent la réplique au prédicateur, le tout s’accompagnant de cantiques, de tropes et d’hymnes populaires rythmés. Certaines fêtes, comme celle du prophète Élie, étaient l’occasion de reconstituer dans diverses églises des jeux scéniques qui pouvaient durer toute une journée comme celui des Trois jeunes gens dans la fournaise, mentionné au Xe siècle et qui se jouait encore à Sainte-Sophie au XVe siècle.